# Armoriale dei vescovi in Italia
Questa pagina contiene le armi (stemma, blasonatura e motto) dei vescovi viventi (ordinari, ausiliari ed emeriti) delle diocesi della Chiesa cattolica in Italia, suddivise nelle regioni ecclesiastiche delle diverse regioni italiane.

## Regione ecclesiastica Abruzzo-Molise

### Provincia ecclesiastica dell'Aquila
| Nome - Titolo                              | Stemma                  | Blasonatura | Motto                          |
| Arcidiocesi dell'Aquila                    | Arcidiocesi dell'Aquila | Arcidiocesi dell'Aquila | Arcidiocesi dell'Aquila        |
| ------------------------------------------ | ----------------------- | --- | ------------------------------ |
| Antonio D'Angelo - Arcivescovo metropolita |                         | D'azzurro, alla Croce latina patente, piantata su una montagna erbosa movente dalla punta, accompagnata nel cantone sinistro del capo da una stella d'argento. | Caritas et obœdientia          |
| Giuseppe Petrocchi - Arcivescovo emerito   |                         | Inquartato: nel 1º e nel 4º d'azzurro, a tre bande d'oro; nel 2º di rosso, al monogramma di Cristo d'oro; nel 3º di rosso, alla stella (8) d'oro. | Ante omnia caritas             |
| Giuseppe Molinari - Arcivescovo emerito    |                         | D'azzurro alla stella (6) d'argento nel cantone destro del capo, alla spiga d'oro nel cantone sinistro della punta. Alla traversa d'argento caricata da tre gemme di rosso. | Ex coelesti virtute            |
| Diocesi di Avezzano                        |                         | |                                |
| Giovanni Massaro - Vescovo                 |                         | Partito d'azzurro e di argento: nel 1º alla stella dello stesso di 7 raggi; nel 2º al rametto di ulivo di verde, fruttato di 3 pezzi e alle 3 spighe d'oro, posti in decusse; il capo di rosso, all'ombra di sole d'oro, caricata del trigramma "IHS" di nero. | Propter Christum vitam perdere |
| Pietro Santoro - Vescovo emerito           |                         | Di rosso, calzato ricurvo rialzato d'azzurro: al chrismon d'oro, sostenuto da una mano vestita d'azzurro, movente dal canton destro della punta ed abbracciante un arcobaleno movente dal fianco sinistro; tre stelle (5) d'oro, male ordinate, accompagnano la mano e l'arcobaleno. | Transit Jesus ut clamemus      |
| Diocesi di Sulmona-Valva                   |                         | |                                |
| Michele Fusco - Vescovo                    |                         | Campo di cielo, alla croce di Sant'Andrea d'oro, caricata di una stella (7) d'azzurro all'incrocio dei bracci e accantonata nel 1º alla torre merlata di cinque pezzi d'argento, aperta e finestrata del campo; nel 2º alla colomba volante del quarto, recante nel becco un rametto d'ulivo di verde; nel 3º alla croce d'Amalfi d'argento, nel 4º a tre monti del quinto uscenti dalla punta. | Pax vobis                      |
| Giuseppe Di Falco - Vescovo emerito        |                         | | Unus panis unum corpus         |

### Provincia ecclesiastica di Chieti-Vasto
| Nome - Titolo                         | Stemma                      | Blasonatura | Motto                       |
| Arcidiocesi di Chieti-Vasto           | Arcidiocesi di Chieti-Vasto | Arcidiocesi di Chieti-Vasto | Arcidiocesi di Chieti-Vasto |
| ------------------------------------- | --------------------------- | --- | --------------------------- |
| Bruno Forte - Arcivescovo metropolita |                             | | Lumen vitæ Christus         |
| Arcidiocesi di Lanciano-Ortona        |                             | |                             |
| Emidio Cipollone - Arcivescovo        |                             | Troncato di rosso e di azzurro, unito in cuore alla burella d'oro. Nel 1º di rosso al bisante eucaristico d'argento, raggiante d'oro (12), caricato del trigramma di nero, alle tre lettere latine in minuscolo onciale i h s (Iesus Hominum Salvator) dello stesso (l'asta della lettera "h" addossata dal segno di abbreviazione del compendio, a mo' di Croce coronata a forcella); e alle due lampade paleocristiane d'oro contrapposte, quella di destra rivolta, convergenti in unica fiamma di rosso addossata al trigramma di san Bernardino (Nomina Sacra). Nel 2º d'azzurro caricato di tre stelle d'oro (8) disposte sul campo in ordine alle aperture del ponte d'argento mattonato e aperto di tre; e ondato d'argento di tre in punta. | Misterium hoc magnum        |
| Carlo Ghidelli - Arcivescovo emerito  |                             | Di rosso, nel capo alla nuvola d'argento accompagnata da una colomba all'ala spiegata dello stesso e imboccante un ramoscello d'ulivo di verde; nel cuore al padiglione della Tenda del Convegno d'argento aperta dello stesso e accompagnata da una fiamma di fuoco ardente d'oro; in punta alla campagna d'azzurro caricata in fascia da gemella ondata d'argento. | Vobiscum sum                |

### Provincia ecclesiastica di Pescara-Penne
| Nome - Titolo                                  | Stemma                       | Blasonatura | Motto                           |
| Arcidiocesi di Pescara-Penne                   | Arcidiocesi di Pescara-Penne | Arcidiocesi di Pescara-Penne | Arcidiocesi di Pescara-Penne    |
| ---------------------------------------------- | ---------------------------- | --- | ------------------------------- |
| Tommaso Valentinetti - Arcivescovo metropolita |                              | D'azzurro, alle 4 fasce ondate d'argento, in punta e alla stella (6) d'oro sul cantone di sinistra; al capo, d'oro, all'ancora di rosso. | In verbo Domini                 |
| Diocesi di Teramo-Atri                         |                              | |                                 |
| Lorenzo Leuzzi - Vescovo                       |                              | | In obsequio Jesu Christi vivere |

### Provincia ecclesiastica di Campobasso-Boiano
| Nome - Titolo                                    | Stemma                           | Blasonatura | Motto                               |
| Arcidiocesi di Campobasso-Boiano                 | Arcidiocesi di Campobasso-Boiano | Arcidiocesi di Campobasso-Boiano | Arcidiocesi di Campobasso-Boiano    |
| ------------------------------------------------ | -------------------------------- | --- | ----------------------------------- |
| Biagio Colaianni - Arcivescovo metropolita       |                                  | Interzato in pergola, nel 1º d'azzurro caricato di tre stelle di argento; nel 2º di rosso caricato di un pettine da cardatore (strumento del martirio di San Biagio) e di una conchiglia d'oro (attributo iconografico per il Battista e del pellegrino per l'apostolo Giacomo); nel 3º di verde caricato di tre spighe d'oro e di una torre d'oro.                                              | Gratia Dei in me vacua non fuit     |
| Giancarlo Maria Bregantini - Arcivescovo emerito |                                  | Partito: nel 1º d'azzurro alla croce d'argento, accantonata da quattro stelle a sei punte d'oro; la croce è caricata sul cuore da una stella a sei punte di rosso, in capo dalla lettera greca Alfa e in punta dalla lettera Omega, entrambe di nero; nel 2º di rosso al monte all'italiana di sei cime d'argento uscente da un mare ondoso d'azzurro e accompagnato da due gigli d'oro in capo. | Dominus meus et Deus meus           |
| Armando Dini - Arcivescovo emerito               |                                  | | Omnes vos fratres estis             |
| Diocesi di Isernia-Venafro                       |                                  | |                                     |
| Camillo Cibotti - Vescovo                        |                                  | | Non tibi sit grave dicere Mater Ave |
| Diocesi di Termoli-Larino                        |                                  | |                                     |
| Claudio Palumbo - Vescovo                        |                                  | Di rosso, alla banda d'oro accompagnata nel cantone sinistro del capo da una stella di otto raggi, dello stesso. | Ipsa propitia pervenis              |
| Gianfranco De Luca - Vescovo emerito             |                                  | D'oro alla croce diminuita d'azzurro accantonata nel 1º cantone da una fiamma di rosso, nel secondo cantone da una stella d'azzurro (7), nel terzo cantone da una palma di verde e nel quarto cantone da tre divise ondate d'azzurro in punta. | Ecce mater tua                      |
| Diocesi di Trivento                              |                                  | |                                     |
| Camillo Cibotti - Vescovo                        |                                  | | Non tibi sit grave dicere Mater Ave |
| Domenico Angelo Scotti - Vescovo emerito         |                                  | D'azzurro al libro aperto e con le lettere greche alfa ed omega, attraversato da una scia di luce ondata d'oro e sovrastato da una luce (sole?) dello stesso; alla sua sinistra una statua della Madonna del Sorriso al naturale; il tutto dentro un cerchio di dodici stelle (5) d'oro. | Secundum verbum tuum                |

## Regione ecclesiastica Basilicata

### Provincia ecclesiastica di Potenza-Muro Lucano-Marsico Nuovo
| Nome - Titolo                                    | Stemma                                           | Blasonatura | Motto                                            |
| Arcidiocesi di Potenza-Muro Lucano-Marsico Nuovo | Arcidiocesi di Potenza-Muro Lucano-Marsico Nuovo | Arcidiocesi di Potenza-Muro Lucano-Marsico Nuovo | Arcidiocesi di Potenza-Muro Lucano-Marsico Nuovo |
| ------------------------------------------------ | ------------------------------------------------ | --- | ------------------------------------------------ |
| Davide Carbonaro - Arcivescovo metropolita       |                                                  | | In lumine tuo                                    |
| Salvatore Ligorio - Arcivescovo emerito          |                                                  | | Et verbum caro factum est                        |
| Agostino Superbo - Arcivescovo emerito           |                                                  | | Sub tuum præsidium                               |
| Arcidiocesi di Acerenza                          |                                                  | |                                                  |
| Francesco Sirufo - Arcivescovo                   |                                                  | | Via veritas et vita                              |
| Arcidiocesi di Matera-Irsina                     |                                                  | |                                                  |
| Benoni Ambăruş - Arcivescovo                     |                                                  | | Omnia quæ habuit misit                           |
| Diocesi di Melfi-Rapolla-Venosa                  |                                                  | |                                                  |
| Ciro Fanelli - Vescovo                           |                                                  | Troncato d'azzurro e d'argento: nel primo all'ombra di sole d'oro caricata del trigramma IHS di nero; nel secondo d'argento, al libro aperto al naturale caricato di una fiamma di rosso, alla bordura dello stesso caricata di dodici stelle (7) d'oro. | Omnia propter Evangelium                         |
| Gianfranco Todisco - Vescovo emerito             |                                                  | | In Christo recreatus                             |
| Diocesi di Tricarico                             |                                                  | |                                                  |
| Benoni Ambăruş - Arcivescovo-vescovo             |                                                  | | Omnia quæ habuit misit                           |
| Diocesi di Tursi-Lagonegro                       |                                                  | |                                                  |
| Vincenzo Carmine Orofino - Vescovo               |                                                  | | Ad Dominum aspicio                               |

## Regione ecclesiastica Calabria

### Provincia ecclesiastica di Catanzaro-Squillace
| Nome - Titolo                             | Stemma                             | Blasonatura | Motto                              |
| Arcidiocesi di Catanzaro-Squillace        | Arcidiocesi di Catanzaro-Squillace | Arcidiocesi di Catanzaro-Squillace | Arcidiocesi di Catanzaro-Squillace |
| ----------------------------------------- | ---------------------------------- | --- | ---------------------------------- |
| Claudio Maniago - Arcivescovo metropolita |                                    | | In manus tuas                      |
| Vincenzo Bertolone - Arcivescovo emerito  |                                    | Partito: nel 1º d'oro, ai due rami di palma di verde, posti in decusse e sormontati da tre gocce d'azzurro male ordinate; nel 2º d'azzurro, al monogramma formato dalla lettera M, attraversata in palo dalla lettera P in foggia di croce di oro, sormontato da tre stelle dello stesso, male ordinate, accompagnato da tre burelle ondate d'argento in punta, alla colomba volante dello stesso, che stringe nel becco un ramoscello di mandorlo, fruttato di un pezzo e fogliato di due al naturale, in capo. | Humiliter in lumine vultus tui     |
| Arcidiocesi di Crotone-Santa Severina     |                                    | |                                    |
| Alberto Torriani - Arcivescovo            |                                    | D'azzurro, alla banda d'oro, caricata da un barbo, del primo, illuminato del secondo, e accompagnata in capo da un bisante, e in punta da una mano destra, appalmata, in banda, entrambi d'oro; il tutto abbassato sotto un capo d'argento, ai quattro cuori, posti in fascia, di rosso. | Si sappiano da Lui conosciuti      |
| Domenico Graziani - Arcivescovo emerito   |                                    | | Verbo gratiæ commendatus           |
| Diocesi di Lamezia Terme                  |                                    | |                                    |
| Serafino Parisi - Vescovo                 |                                    | Partito d'oro e d'azzurro alle lettere Α e Ω maiuscole, dell'uno nell'altro; al capo attraversante appuntato di rosso, caricato da una croce greca biforcata d'argento, circondata da un'armilla dello stesso. | Per caritatem servite invicem      |
| Vincenzo Rimedio - Vescovo emerito        |                                    | | In veritate et caritate            |

### Provincia ecclesiastica di Cosenza-Bisignano
| Nome - Titolo                                  | Stemma                           | Blasonatura | Motto                              |
| Arcidiocesi di Cosenza-Bisignano               | Arcidiocesi di Cosenza-Bisignano | Arcidiocesi di Cosenza-Bisignano | Arcidiocesi di Cosenza-Bisignano   |
| ---------------------------------------------- | -------------------------------- | --- | ---------------------------------- |
| Giovanni Checchinato - Arcivescovo metropolita |                                  | D'azzurro, alla spiga di tre pezzi d'oro, fogliata di due pezzi dello stesso, nodrita da una pianura di verde posata su di una palude d'argento movente dalla punta, accompagnata nel cantone destro del capo da un'ombra di sole e in quello sinistro da una stella (8): il tutto d'oro. | Veritas liberabit                  |
| Salvatore Nunnari - Arcivescovo emerito        |                                  | | Omni consolatione repleamur        |
| Diocesi di Cassano all'Jonio                   |                                  | |                                    |
| Francesco Savino - Vescovo                     |                                  | Inquartato d'azzurro e d'argento: nel 1º alla stella (8) d'oro; nel 2º a un ramo di ulivo e di palma di verde posti in decusse; nel 3º al cesto contenente cinque pani e due pesci posti uno in sbarra l'altro in banda al naturale; nel 4º alla colomba volante e rivoltata d'argento. | Charitas Christi urget nos         |
| Nunzio Galantino - Vescovo emerito             |                                  | Partito: nel 1º d'azzurro, all'aquila proveniente dall'ambone medievale della Chiesa Madre di Cerignola, posata in maestà su di una colonnina con capitello in figura di testa umana, e reggente un leggio, il tutto di marmo al naturale e cimato da un libro aperto, caricato delle lettere Alfa e Omega di rosso; nel 2º d'oro, al destrocherio di carnagione vestito di bianco, uscente dal fianco sinistro dello scudo, ed impugnante un giglio di giardino al naturale. | Inclina cor meum in testimonia tua |
| Arcidiocesi di Rossano-Cariati                 |                                  | |                                    |
| Maurizio Aloise - Arcivescovo                  |                                  | | Sub tuum præsidium                 |
| Diocesi di San Marco Argentano-Scalea          |                                  | |                                    |
| Stefano Rega - Vescovo                         |                                  | Trinciato: nel 1º d'oro, alla pietà, al naturale, accompagnata in punta da una terza, ondata, d'azzurro, e nel cantone sinistro del capo, da una stella (8) del medesimo; nel 2º di rosso, al ramo di palma, posto in sbarra, d'oro, accompagnato nel cantone sinistro della punta, da un sasso, al naturale. | Date illis vos manducare           |
| Leonardo Bonanno - Vescovo emerito             |                                  | | Ecclesiam diligere                 |

### Provincia ecclesiastica di Reggio Calabria-Bova
| Nome - Titolo                                   | Stemma                              | Blasonatura | Motto                               |
| Arcidiocesi di Reggio Calabria-Bova             | Arcidiocesi di Reggio Calabria-Bova | Arcidiocesi di Reggio Calabria-Bova | Arcidiocesi di Reggio Calabria-Bova |
| ----------------------------------------------- | ----------------------------------- | --- | ----------------------------------- |
| Fortunato Morrone - Arcivescovo metropolita     |                                     | D'azzurro, al mare fasciato ondato d'argento e del campo, attraversato da uno stelo di aspetto cruciforme verdeggiante e germogliante da un chicco di grano spaccato al naturale, il tutto sormontato da tre stelle a 6 punte d'oro, male ordinate. | Adiutores gaudii vestri             |
| Giuseppe Fiorini Morosini - Arcivescovo emerito |                                     | | In fide vivo Filii Dei              |
| Vittorio Luigi Mondello - Arcivescovo emerito   |                                     | | Euntes ergo                         |
| Diocesi di Locri-Gerace                         |                                     | |                                     |
| Francesco Oliva - Vescovo                       |                                     | Partito d'oro e d'azzurro: nel 1º a tre rametti d'olivo, fruttati di nove pezzi di verde, posti due in decusse, il terzo centrale in palo; nel 2º alla barca al naturale, fluttuante su quattro burelle ondate d'argento, sormontata da una stella dello stesso. | Speravi in misericordia Dei         |
| Diocesi di Mileto-Nicotera-Tropea               |                                     | |                                     |
| Attilio Nostro - Vescovo                        |                                     | Inquartato d'azzurro e d'oro: nel 1º alla rosa dell'ultimo; nel 2º a tre burelle ondate del primo, sostenenti una nave rivoltata al naturale da cui scende una rete da pesca di nero; nel 3º al ramo di fiori di nardo al naturale posto in banda; nel 4º al palmizio del secondo. | Pauper lucerna cælestia quærens     |
| Luigi Renzo - Vescovo emerito                   |                                     | | In caritate spes                    |
| Diocesi di Oppido Mamertina-Palmi               |                                     | |                                     |
| Giuseppe Alberti - Vescovo                      |                                     | Inquartato d'azzurro e di rosso, alla croce diminuita d'oro: nel 1º all'agnello pasquale dal capo rivolto d'argento, nimbato d'oro alla croce potenziata di rosso, coricato sul libro dell'Apocalisse del penultimo, con sette pendenti (sigilli) d'argento, crocettati di rosso, tenente con le zampe anteriori un'asta cimata di una croce d'oro, posta in sbarra, di un vessillo bifido d'argento, alla croce di rosso; nel 2º alla conchiglia di san Giacomo d'argento; nel 3º al mastio al naturale, chiuso e finestrato di nero (7), con due torrette a due merli alla guelfa, caricato di un ramo di palma del primo, posto in banda; nel 4º alla stella (8) d'oro. | Euntes ergo ego vobiscum sum        |
| Francesco Milito - Vescovo emerito              |                                     | Interzato incappato alzato: d'azzurro, a due lampade paleocristiane, al naturale, controappuntate in fascia, accese di un'unica fiamma di rosso, sormontanti un mare del primo, ondato d'argento, movente dalla punta; la cappa destra d'oro, alla stella di sette raggi d'azzurro; la cappa sinistra di rosso, al chrismon d'oro, accostato dalla lettere greche Α e ω dello stesso. | Caritas veritas unitas              |

### Immediatamente soggetta alla Santa Sede
| Nome - Titolo            | Stemma             | Blasonatura        | Motto              |
| Eparchia di Lungro       | Eparchia di Lungro | Eparchia di Lungro | Eparchia di Lungro |
| ------------------------ | ------------------ | ------------------ | ------------------ |
| Donato Oliverio - Eparca |                    |                    |                    |

## Regione ecclesiastica Campania

### Provincia ecclesiastica di Benevento
| Nome - Titolo                                                | Stemma                   | Blasonatura | Motto                                  |
| Arcidiocesi di Benevento                                     | Arcidiocesi di Benevento | Arcidiocesi di Benevento | Arcidiocesi di Benevento               |
| ------------------------------------------------------------ | ------------------------ | --- | -------------------------------------- |
| Felice Accrocca - Arcivescovo metropolita                    |                          | D'azzurro, alla torre d'argento, merlata di quattro pezzi, aperta e finestrata di nero, fondata su una roccia al naturale, accompagnata da una colomba del secondo, radiosa d'oro, nel canton destro, e da una stella (8) d'argento nel canton sinistro del capo.                                                      | Nisi Dominus ædificaverit              |
| Diocesi di Ariano Irpino-Lacedonia                           |                          | |                                        |
| Sergio Melillo - Vescovo                                     |                          | Interzato in fascia; nel 1º di verde, al sole d'oro caricato delle lettere IHS di nero; nel 2º d'argento, all'agnello pasquale sul libro dei sette sigilli, il tutto al naturale; nel 3º di verde, alla stella (7) d'argento.                                                                                          | Misericordiæ vultus patris Iesus       |
| Diocesi di Avellino                                          |                          | |                                        |
| Arturo Aiello - Vescovo                                      |                          | | Custos, quid de nocte?                 |
| Diocesi di Cerreto Sannita-Telese-Sant'Agata de' Goti        |                          | |                                        |
| Giuseppe Mazzafaro - Vescovo                                 |                          | D'oro, al libro aperto caricato delle lettere greche Alpha e Omega al naturale, sormontato da una fiamma di rosso. | Evangelii gaudium                      |
| Michele De Rosa - Vescovo emerito                            |                          | | Dominum et vivificantem                |
| Arcidiocesi di Sant'Angelo dei Lombardi-Conza-Nusco-Bisaccia |                          | |                                        |
| Pasquale Cascio - Arcivescovo                                |                          | Interzato in pergola rovesciata: nel primo di rosso al pampano (o pampino) addestrato da tre spighe poste in sbarra, il tutto al naturale: nel secondo d'argento al ramoscello d'ulivo fruttuoso posto in banda: nel terzo d'azzurro alla montagna di verde di tre cime rocciose e sormontata da una stella (8) d'oro. | In silentio et in spe fortitudo vestra |
| Abbazia territoriale di Montevergine                         |                          | |                                        |
| Riccardo Luca Guariglia - Abate ordinario                    |                          | |                                        |

### Provincia ecclesiastica di Napoli
| Nome - Titolo                                                                     | Stemma                | Blasonatura | Motto                                          |
| Arcidiocesi di Napoli                                                             | Arcidiocesi di Napoli | Arcidiocesi di Napoli | Arcidiocesi di Napoli                          |
| --------------------------------------------------------------------------------- | --------------------- | --- | ---------------------------------------------- |
| Domenico Battaglia - Arcivescovo metropolita                                      |                       | D'azzurro, alle 3 gocce male ordinate nella punta di sinistra accompagnate dalle 3 stelle a 8 raggi male ordinate nel cantone di destra, attraversate dalla fede posta in banda, il tutto d'oro. | Confide surge vocat te                         |
| Francesco Beneduce - Vescovo ausiliare                                            |                       | | In omnibus Deum quærere et invenire            |
| Michele Autuoro - Vescovo ausiliare                                               |                       | | Christus cor mundi                             |
| Gaetano Castello - Vescovo ausiliare                                              |                       | |                                                |
| Crescenzio Sepe - Arcivescovo emerito                                             |                       | | In nomine Domini                               |
| Gennaro Acampa - Già vescovo ausiliare                                            |                       | | In verbo autem tuo laxabo rete                 |
| Lucio Lemmo - Già vescovo ausiliare                                               |                       | | Caritas Christi urget nos                      |
| Diocesi di Acerra                                                                 |                       | |                                                |
| Antonio Di Donna - Vescovo                                                        |                       | | Apparuit humanitas Dei nostri                  |
| Salvatore Giovanni Rinaldi - Vescovo emerito                                      |                       | | Nos autem prædicamus Christum crucifixum       |
| Diocesi di Alife-Caiazzo                                                          |                       | |                                                |
| Giacomo Cirulli - Vescovo                                                         |                       | | Superimpendar pro animabus vestris             |
| Valentino Di Cerbo - Vescovo emerito                                              |                       | Interzato in fascia: nel 1º d'azzurro, alla stella (7) d'oro; nel 2º d'argento, al cervo brucante al naturale; nel 3º di verde, al monte all'italiana di tre colli d'oro, movente dalla punta. | Fiducia mea est in te                          |
| Diocesi di Aversa                                                                 |                       | |                                                |
| Angelo Spinillo - Vescovo                                                         |                       | | Gratis accepistis, gratis date                 |
| Mario Milano - Arcivescovo-vescovo emerito (titolo personale di arcivescovo)      |                       | | Cum Maria Mater Jesu et cum Petro et sub Petro |
| Arcidiocesi di Capua                                                              |                       | |                                                |
| Pietro Lagnese - Arcivescovo                                                      |                       | | Duc in altum                                   |
| Salvatore Visco - Arcivescovo emerito                                             |                       | Troncato: nel 1º d'oro, a due rami di palma di verde, in decusse; nel 2º d'azzurro, ad una nave romana d'oro, fluttuante su un mare ondato d'argento, e sormontata da una stella (7) dello stesso, all'angolo destro del capo. | Dirige me Domine in veritate tua               |
| Diocesi di Caserta                                                                |                       | |                                                |
| Pietro Lagnese - Arcivescovo-vescovo                                              |                       | | Duc in altum                                   |
| Raffaele Nogaro - Vescovo emerito                                                 |                       | |                                                |
| Diocesi di Ischia                                                                 |                       | |                                                |
| Carlo Villano - Vescovo                                                           |                       | Interzato in pergola rovesciata: nel 1º di rosso, al libro aperto d'oro attraversato da una spada posta in palo dello stesso; nel 2º d'azzurro, alle 2 anfore d'oro poste in fascia accompagnate da una stella a 8 raggi dello stesso posta in capo; nel 3º di cielo, ai 2 monti di verde attraversati da un sentiero d'oro, sormontati da una croce di Gerusalemme dello stesso e moventi da un mare d'azzurro a 2 fasce ondate d'argento. | Per Evangelium vos genui                       |
| Gennaro Pascarella - Vescovo emerito                                              |                       | | Credidimus caritati                            |
| Diocesi di Nola                                                                   |                       | |                                                |
| Francesco Marino - Vescovo                                                        |                       | Partito: nel 1º di verde, a cinque spighe d'oro, due in banda, una in palo e due in sbarra, sormontate da un bisante d'argento caricato del trigramma IHS di nero a sua volta sormontato da una colomba con le ali spiegate d'argento, nimbata e membrata d'oro; nel 2º dell'ultimo, alla campana al naturale posta in banda; al capo d'azzurro caricato di una stella (8) d'argento.                                                       | In illo uno unum                               |
| Beniamino Depalma - Arcivescovo-vescovo emerito (titolo personale di arcivescovo) |                       | | Evangelizare pauperibus misit me               |
| Prelatura territoriale di Pompei                                                  |                       | |                                                |
| Tommaso Caputo - Arcivescovo prelato                                              |                       | Inquartato: nel 1º e nel 4º d'argento, a tre bande di rosso. Nel 2º d'azzurro, allo staurogramma d'oro accompagnato dalle lettere α e ω dello stesso. Nel 3º d'azzurro, alla stella (8) d'oro. | Adiutores gaudii vestri                        |
| Carlo Liberati - Arcivescovo prelato emerito                                      |                       | D'azzurro, alla croce bizantina pomata d'oro, caricata nel cuore da una stella di otto raggi d'argento, sormontata da tre stelle di sei raggi d'oro male ordinate. | Christus nos liberavit                         |
| Diocesi di Pozzuoli                                                               |                       | |                                                |
| Carlo Villano - Vescovo                                                           |                       | Interzato in pergola rovesciata: nel 1º di rosso, al libro aperto d'oro attraversato da una spada posta in palo dello stesso; nel 2º d'azzurro, alle 2 anfore d'oro poste in fascia accompagnate da una stella a 8 raggi dello stesso posta in capo; nel 3º di cielo, ai 2 monti di verde attraversati da un sentiero d'oro, sormontati da una croce di Gerusalemme dello stesso e moventi da un mare d'azzurro a 2 fasce ondate d'argento. | Per Evangelium vos genui                       |
| Gennaro Pascarella - Vescovo emerito                                              |                       | | Credidimus caritati                            |
| Diocesi di Sessa Aurunca                                                          |                       | |                                                |
| Giacomo Cirulli - Vescovo                                                         |                       | | Superimpendar pro animabus vestris             |
| Arcidiocesi di Sorrento-Castellammare di Stabia                                   |                       | |                                                |
| Francesco Alfano - Arcivescovo                                                    |                       | | Et te ducet Dominus semper                     |
| Diocesi di Teano-Calvi                                                            |                       | |                                                |
| Giacomo Cirulli - Vescovo                                                         |                       | | Superimpendar pro animabus vestris             |

### Provincia ecclesiastica di Salerno-Campagna-Acerno
| Nome - Titolo                                               | Stemma                                 | Blasonatura | Motto                                  |
| Arcidiocesi di Salerno-Campagna-Acerno                      | Arcidiocesi di Salerno-Campagna-Acerno | Arcidiocesi di Salerno-Campagna-Acerno | Arcidiocesi di Salerno-Campagna-Acerno |
| ----------------------------------------------------------- | -------------------------------------- | --- | -------------------------------------- |
| Andrea Bellandi - Arcivescovo metropolita                   |                                        | | Visus est et vidit                     |
| Alfonso Raimo - Vescovo ausiliare                           |                                        | | Spes autem non confundit               |
| Luigi Moretti - Arcivescovo emerito                         |                                        | Di rosso, alla banda ondata, accompagnata in alto da una colomba aureolata ad ali spiegate in maestà ed in basso da una stella a otto punte, il tutto d'oro. | Christus liberabit nos                 |
| Arcidiocesi di Amalfi-Cava de' Tirreni                      |                                        | |                                        |
| Orazio Soricelli - Arcivescovo                              |                                        | | Eritis mihi testes                     |
| Diocesi di Nocera Inferiore-Sarno                           |                                        | |                                        |
| Giuseppe Giudice - Vescovo                                  |                                        | | Sicut Christus dilexit Ecclesiam       |
| Diocesi di Teggiano-Policastro                              |                                        | |                                        |
| Antonio De Luca - Vescovo                                   |                                        | Troncato semi-partito: nel primo, di rosso, al rotolo della Sacra Scrittura aperto, d'oro, caricato delle lettere greche maiuscole Alfa e Omega di nero male ordinate in fascia; nel secondo, d'argento, alla stella di 8 punte accompagnata in punta da tre fasce ondate diminuite il tutto d'azzurro; nel terzo, d'azzurro alla Croce latina al naturale piantata su un monte di tre cime verde uscente dalla punta, ai cui bracci sono addossate una lancia e una spugna poggiate sulle cime laterali e incrociate in decusse, la croce è addestrata dal monogramma di Gesù (IS), sinistrata dal monogramma di Maria (MA) e sormontata in capo da un occhio raggiante il tutto d'oro. | Dum omni modo Christus adnuntietur     |
| Diocesi di Vallo della Lucania                              |                                        | |                                        |
| Vincenzo Calvosa - Vescovo                                  |                                        | Inquartato d’argento e d’azzurro. Nel 1° alla fiamma di rosso; nel 2° al cuore fiammato, cimato di una croce e cinto di spine d’oro, alla ferita del primo, stillante due gocce dello stesso; nel 3° allo scaglione d’argento, accompagnato da due burelle ondate dello stesso in punta; nel 4° al libro aperto al naturale, caricato delle lettere greche Alfa e Omega di rosso. | Segregatus in Evangelium Dei           |
| Abbazia territoriale Santissima Trinità di Cava de' Tirreni |                                        | |                                        |
| Michele Petruzzelli - Abate ordinario                       |                                        | |                                        |

## Regione ecclesiastica Emilia-Romagna

### Provincia ecclesiastica di Bologna
| Nome - Titolo                                | Stemma                 | Blasonatura | Motto                            |
| Arcidiocesi di Bologna                       | Arcidiocesi di Bologna | Arcidiocesi di Bologna | Arcidiocesi di Bologna           |
| -------------------------------------------- | ---------------------- | --- | -------------------------------- |
| Matteo Maria Zuppi - Arcivescovo metropolita |                        | | Gaudium Domini fortitudo vestra  |
| Diocesi di Faenza-Modigliana                 |                        | |                                  |
| Mario Toso - Vescovo                         |                        | D'oro con quattro fasce ondate di rosso. | Caritas in veritate              |
| Claudio Stagni - Vescovo emerito             |                        | | Haurietis aquas in gaudio        |
| Arcidiocesi di Ferrara-Comacchio             |                        | |                                  |
| Gian Carlo Perego - Arcivescovo              |                        | Troncato d'oro e d'azzurro: nel 1º al ramo di palma di verde e alla lancia al naturale posti in decusse; nel 2º alla gemella ondata d'argento in punta, sormontata da una stella (7) dello stesso. | Gaudium et spes                  |
| Paolo Rabitti - Arcivescovo emerito          |                        | D'azzurro, alla colomba in maestà, nimbata e sormontante due stelle affiancate di 8 (otto) raggi, il tutto d'oro. | Rabbi tuus Christus              |
| Diocesi di Imola                             |                        | |                                  |
| Giovanni Mosciatti - Vescovo                 |                        | Partito semitroncato: il 1º (partito) di azzurro caricato di un braccio reliquiario di oro, gemmato alla base, con la mano di argento, posto in palo, il tutto caricato da una stella (8) di oro posta nel cantone destro del capo, il 2º (semitroncato) di argento e di rosso: il primo caricato da un corvo di nero volante (ad ali spiegate) posto in banda tenente nel becco un pane al naturale e poggiante con le zampe su di una rosa di rosso e argento bottonata di oro; il secondo di rosso alla tromba di oro posta in barra. Il motto, inserito in una divisa d'argento, in caratteri latini maiuscoli: CORRIGAMUS NOS AD LAUDEM CHRISTI. | Corrigamus nos ad laudem Christi |
| Tommaso Ghirelli - Vescovo emerito           |                        | | Præcepit ut vigilaret            |

### Provincia ecclesiastica di Modena-Nonantola
| Nome - Titolo                                                           | Stemma                          | Blasonatura | Motto                           |
| Arcidiocesi di Modena-Nonantola                                         | Arcidiocesi di Modena-Nonantola | Arcidiocesi di Modena-Nonantola | Arcidiocesi di Modena-Nonantola |
| ----------------------------------------------------------------------- | ------------------------------- | --- | ------------------------------- |
| Erio Castellucci - Arcivescovo metropolita-abate                        |                                 | Interzato in pergola. Nel primo: troncato fiammeggiato; in a): d'argento alla stella (8) d'azzurro, in b): di rosso pieno; nel secondo: d'azzurro, alla Croce di San Geminiano d'argento; nel terzo: d'oro al pastorale sovrapposto alla lettera M diaprata e accollato dalla lettera S più piccola (monogramma di San Mercuriale), il tutto di rosso. | Adiutores gaudii vestri         |
| Diocesi di Carpi                                                        |                                 | |                                 |
| Erio Castellucci - Arcivescovo-vescovo                                  |                                 | Interzato in pergola. Nel primo: troncato fiammeggiato; in a): d'argento alla stella (8) d'azzurro, in b): di rosso pieno; nel secondo: d'azzurro, alla Croce di San Geminiano d'argento; nel terzo: d'oro al pastorale sovrapposto alla lettera M diaprata e accollato dalla lettera S più piccola (monogramma di San Mercuriale), il tutto di rosso. | Adiutores gaudii vestri         |
| Francesco Cavina - Vescovo emerito                                      |                                 | | Non excidet Dominus             |
| Diocesi di Fidenza                                                      |                                 | |                                 |
| Ovidio Vezzoli - Vescovo                                                |                                 | Partito di rosso e d'argento; nel 1º al cesto con cinque pani d'orzo sormontato da un calice dello stesso; nel 2º a due rami di palma di verde, uniti alla base e sostenenti una croce patriarcale del primo; col capo del terzo, al libro aperto al naturale caricato delle lettere Α e Ω del primo. | Unum est necessarium            |
| Carlo Mazza - Vescovo emerito                                           |                                 | D'argento, alla Croce sostenuta dalla centrale di tre colline affiancate verdeggianti, caricata sulla traversa della scritta d'oro TUTTO È GRAZIA, ramifera alla base di due tralci di uva nera, pampinosi, il tutto al naturale; e sormontata da tre fiamme ardenti al naturale in forma di globo. Cappato ritondato: nel 1º di rosso a due rami di palma (d'oro) decussati e posti in banda, nel 2º d'azzurro alla conchiglia d'argento posta in sbarra. | Omnia cooperantur in bonum      |
| Diocesi di Parma                                                        |                                 | |                                 |
| Enrico Solmi - Vescovo                                                  |                                 | | In nomine Domini                |
| Diocesi di Piacenza-Bobbio                                              |                                 | |                                 |
| Adriano Cevolotto - Vescovo                                             |                                 | Semipartito troncato: nel primo, di rosso, alla colomba in volo con ulivo nel becco, al naturale; nel secondo, d'argento, al gonfalone di san Liberale; nel terzo, d'oro, al simbolo del Sacro Cuore secondo l'autografo del santo Charles de Foucauld, di rosso, e al ramo di palma, di verde, attraversato da un libro aperto al naturale caricato delle lettere minuscole alfa e omega di nero.                                                         | Prendi il largo                 |
| Gianni Ambrosio - Vescovo emerito                                       |                                 | Di rosso, alla croce di Sant'Andrea d'oro, accantonata nel 1º dal cuore fiammato dello stesso, sanguinoso di rosso; nel 2º dalla stella (7) d'argento; nel 3º dalla colomba volante dello stesso; nel 4º dalla conchiglia di San Giacomo d'oro. | Vestigia Christi sequentes      |
| Diocesi di Reggio Emilia-Guastalla                                      |                                 | |                                 |
| Giacomo Morandi - Arcivescovo-vescovo (titolo personale di arcivescovo) |                                 | | Domine tu omnia scis            |
| Massimo Camisasca - Vescovo emerito                                     |                                 | Di rosso, all'albero della quercia al naturale, fondato su un mare di azzurro, ondato d'argento e accompagnato nel canton destro del capo della stella de otto raggi, d'oro. | Opus iustitiæ pax               |
| Adriano Caprioli - Vescovo emerito                                      |                                 | Tagliato da una sbarra d'azzurro caricata di tre stelle d'oro di otto punte attraversante sulla partizione, il 1º d'oro, a tre fasce ondate d'azzurro; il 2º di rosso, al pane eucaristico d'oro recante il Chrismon dello stesso e spezzati longitudinalmente. | Veritas et amor                 |

### Provincia ecclesiastica di Ravenna-Cervia
| Nome - Titolo                                                                    | Stemma                        | Blasonatura | Motto                         |
| Arcidiocesi di Ravenna-Cervia                                                    | Arcidiocesi di Ravenna-Cervia | Arcidiocesi di Ravenna-Cervia | Arcidiocesi di Ravenna-Cervia |
| -------------------------------------------------------------------------------- | ----------------------------- | --- | ----------------------------- |
| Lorenzo Ghizzoni - Arcivescovo metropolita                                       |                               | | In sapientia crucis pax       |
| Diocesi di Cesena-Sarsina                                                        |                               | |                               |
| Antonio Giuseppe Caiazzo - Arcivescovo-vescovo (titolo personale di arcivescovo) |                               | D'argento, alla vite fruttifera e fogliata di tre pezzi al naturale, nodrita dalla pianura di verde, e sormontata da tre stelle d'azzurro a cinque punte male ordinate; cappato ritondato: nel 1º di rosso, al libro aperto d'argento attraversato da una spada posta in palo dello stesso; nel 2º d'azzurro, all'ombra di sole d'oro caricata dalla legenda CHARITAS di nero, ogni sillaba su una riga. | Omnium me servum feci         |
| Douglas Regattieri - Vescovo emerito                                             |                               | Di rosso, alla banda d'azzurro filettata d'oro, caricata al centro di una croce patente d'argento, nel capo di un libro del vangelo d'oro e in punta di una stella di otto raggi, dello stesso. | Omnibus omnia factus sum      |
| Diocesi di Forlì-Bertinoro                                                       |                               | |                               |
| Livio Corazza - Vescovo                                                          |                               | Di rosso, all'ancora di argento posta sopra il mare ondato di azzurro e di argento e sormontata da una stella cometa (8) d'oro. | In te Domine speravi          |
| Lino Pizzi - Vescovo emerito                                                     |                               | | Mane nobiscum Domine          |
| Vincenzo Zarri - Vescovo emerito                                                 |                               | |                               |
| Diocesi di Rimini                                                                |                               | |                               |
| Nicolò Anselmi - Vescovo                                                         |                               | | Ut unum sint                  |
| Francesco Lambiasi - Vescovo emerito                                             |                               | | In nomine Patris              |
| Diocesi di San Marino-Montefeltro                                                |                               | |                               |
| Domenico Beneventi - Vescovo                                                     |                               | Interzato in pergola rovesciata. Nel 1º d'argento al leone rampante di rosso, reggente nella branca destra tre gocce d'oro male ordinate; nel 2º d'azzurro alla stella (7) d'argento; nel 3º di rosso alla conchiglia di San Giacomo d'oro. | Timor non est in caritate     |
| Andrea Turazzi - Vescovo emerito                                                 |                               | | Cor ad cor loquitur           |

## Regione ecclesiastica Lazio

### Diocesi di Roma
| Nome - Titolo                                                  | Stemma          | Blasonatura | Motto                            |
| Diocesi di Roma                                                | Diocesi di Roma | Diocesi di Roma | Diocesi di Roma                  |
| -------------------------------------------------------------- | --------------- | --- | -------------------------------- |
| Papa Leone XIV - Sommo Romano Pontefice                        |                 | Tagliato: nel primo d'azzurro a un giglio d'argento; nel secondo di bianco, al cuore ardente e trafitto da una freccia posta in sbarra, il tutto di rosso e sostenuto da un libro al naturale. Lo scudo timbrato da una mitra d'argento, ornata di tre fasce d'oro unite da un palo dello stesso, con le infule svolazzanti, foderate di rosso, crocettate e frangettate d'oro, e accollato alle chiavi petrine decussate e addossate, quella in banda d'oro e quella in sbarra d'argento, legate da un cordone di rosso. Sotto lo scudo, il cartiglio d'argento recante il motto In Illo Uno Unum in lettere maiuscole di nero. | In Illo Uno Unum                 |
| Baldassare Reina - Vicario generale per la diocesi di Roma     |                 | D'azzurro, alla croce latina patente alle estremità, accantonata in capo a destra da una stella di 8 raggi, e in punta a sinistra da tre spighe di grano poste a ventaglio e fogliate di due pezzi, il tutto d'oro. | Caritas patiens est              |
| Renato Tarantelli Baccari - Vicegerente della diocesi di Roma  |                 | | Semper orare et non deficere     |
| Michele Di Tolve - Vescovo ausiliare                           |                 | | Perché andiate e portiate frutto |
| Agostino Vallini - Già Vicario generale per la diocesi di Roma |                 | | Sequere me                       |
| Camillo Ruini - Già Vicario generale per la diocesi di Roma    |                 | D'azzurro al libro aperto sovrastato da una croce latina d'oro. | Veritas liberabit nos            |
| Enzo Dieci - Già vescovo ausiliare                             |                 | |                                  |
| Paolo Schiavon - Già vescovo ausiliare                         |                 | | Caritas congaudet veritati       |
| Guerino Di Tora - Già vescovo ausiliare                        |                 | | Super omnia caritas              |
| Paolo Selvadagi - Già vescovo ausiliare                        |                 | | Veritas in charitate             |

### Sedi suburbicarie
| Nome - Titolo                                                                     | Stemma                      | Blasonatura | Motto                               |
| Sede suburbicaria di Albano                                                       | Sede suburbicaria di Albano | Sede suburbicaria di Albano | Sede suburbicaria di Albano         |
| --------------------------------------------------------------------------------- | --------------------------- | --- | ----------------------------------- |
| Vincenzo Viva - Vescovo                                                           |                             | Inquartato di rosso e di azzurro: nel 1º all'ancora d'argento; nel 2º ad un monte di tre cime all'italiana di verde, movente da due burelle ondate d'azzurro, sormontato da una stella (7) dello stesso; nel 3º all'albero sradicato al naturale, fogliato di verde; nel 4º all'aquila al volo spiegato d'argento, imbeccata, membrata e coronata d'oro, lampassata e armata d'azzurro.                           | Euntes prædicate et curate          |
| Marcello Semeraro - Arcivescovo-vescovo emerito (titolo personale di arcivescovo) |                             | D'oro, alla fascia d'azzurro, caricata da una stella di otto punte del campo e accompagnata da sette fiamme di rosso, disposte quattro in capo, due e una in punta. | In Spiritu seminare                 |
| Paolo Gillet - Già vescovo ausiliare                                              |                             | | Et Verbum caro factum est           |
| Luis Antonio Tagle - Cardinale titolare                                           |                             | | Dominus est                         |
| Sede suburbicaria di Frascati                                                     |                             | |                                     |
| Stefano Russo - Vescovo                                                           |                             | Inquartato: nel 1º di rosso, un chrismon d'oro; nel 2º d'argento, una stella a 8 punte d'azzurro; nel 3º d'oro un libro di rosso; nel 4º d'azzurro, al castello d'argento merlato alla ghibellina con due archi aperti e galleria sovrastante a cinque arcate, fiancheggiata da due torri dello stesso di disuguale altezza; quella di destra più alta merlata, l'altra a tetto (stemma civico di Ascoli Piceno). | Secundum Verbum tuum                |
| Raffaello Martinelli - Vescovo emerito                                            |                             | Inquartato d'oro e di rosso, al giglio attraversante inquartato d'azzurro e d'argento. | Veritas in humilitate               |
| Tarcisio Bertone - Cardinale titolare                                             |                             | D'azzurro, alla torre circolare, aperta e finestrata di cinque pezzi, il tutto al naturale, fondata su di un colle di verde; mantellato di rosso, caricato a destra da un chrismon e a sinistra da una M sormontata da una stella di otto raggi, il tutto d'oro. | Fidem custodire, concordiam servare |
| Sede suburbicaria di Ostia                                                        |                             | |                                     |
| Baldassare Reina - Amministratore apostolico                                      |                             | D'azzurro, alla croce latina patente alle estremità, accantonata in capo a destra da una stella di 8 raggi, e in punta a sinistra da tre spighe di grano poste a ventaglio e fogliate di due pezzi, il tutto d'oro. | Caritas patiens est                 |
| Giovanni Battista Re - Decano del Collegio cardinalizio - Cardinale titolare      |                             | Nel primo d'oro, al leone d'azzurro, armato e lampassato di rosso, sostenuto da un monte di tre cime all'italiana d'argento, posto a sinistra; nel secondo d'azzurro, al chrismon accompagnato in campo da una stella di sette raggi, il tutto d'oro. Il tutto di colore rosso porpora. Nel cartiglio inferiore di oro, scritto in nero, il motto "Virtus ex Alto".                                               | Virtus ex alto                      |
| Sede suburbicaria di Palestrina                                                   |                             | |                                     |
| Mauro Parmeggiani - Vescovo                                                       |                             | D'oro, al pellicano con la sua pietà al naturale, sanguinoso di rosso; al capo d'azzurro, caricato di una croce d'oro. | Aperite portas redemptori           |
| Domenico Sigalini - Vescovo emerito                                               |                             | | Collaboratori della vostra gioia    |
| José Saraiva Martins - Cardinale titolare                                         |                             | | Veritas in charitate                |
| Sede suburbicaria di Porto-Santa Rufina                                           |                             | |                                     |
| Gianrico Ruzza - Vescovo                                                          |                             | Troncato di rosso e d'oro: nel 1º al libro aperto dello stesso caricato delle lettere alfa e omega del primo; nel 2º al pellicano con la sua pietà al naturale, sanguinoso di rosso. | Sermo tuus veritas                  |
| Gino Reali - Vescovo emerito                                                      |                             | Troncato fiammeggiato, di rosso e d'argento; in capo: d'azzurro, a tre stelle (8) d'oro. | Nihil Christo præponere             |
| Beniamino Stella - Cardinale titolare                                             |                             | |                                     |
| Sede suburbicaria di Sabina-Poggio Mirteto                                        |                             | |                                     |
| Ernesto Mandara - Vescovo                                                         |                             | | Quod Dei Deo                        |
| Giovanni Battista Re - Cardinale titolare                                         |                             | Nel primo d'oro, al leone d'azzurro, armato e lampassato di rosso, sostenuto da un monte di tre cime all'italiana d'argento, posto a sinistra; nel secondo d'azzurro, al chrismon accompagnato in campo da una stella di sette raggi, il tutto d'oro. Il tutto di colore rosso porpora. Nel cartiglio inferiore di oro, scritto in nero, il motto "Virtus ex Alto".                                               | Virtus ex alto                      |
| Sede suburbicaria di Velletri-Segni                                               |                             | |                                     |
| Stefano Russo - Vescovo                                                           |                             | Inquartato: nel 1º di rosso, un chrismon d'oro; nel 2º d'argento, una stella a 8 punte d'azzurro; nel 3º d'oro un libro di rosso; nel 4º d'azzurro, al castello d'argento merlato alla ghibellina con due archi aperti e galleria sovrastante a cinque arcate, fiancheggiata da due torri dello stesso di disuguale altezza; quella di destra più alta merlata, l'altra a tetto (stemma civico di Ascoli Piceno). | Secundum Verbum tuum                |
| Vincenzo Apicella - Vescovo emerito                                               |                             | | Surrexit Christus spes mea          |
| Francis Arinze - Cardinale titolare                                               |                             | | Regnum Christi floreat              |

### Diocesi immediatamente soggette alla Santa Sede
| Nome - Titolo                                                                   | Stemma                   | Blasonatura | Motto                         |
| Diocesi di Anagni-Alatri                                                        | Diocesi di Anagni-Alatri | Diocesi di Anagni-Alatri | Diocesi di Anagni-Alatri      |
| ------------------------------------------------------------------------------- | ------------------------ | --- | ----------------------------- |
| Santo Marcianò - Arcivescovo-vescovo (titolo personale di arcivescovo)          |                          | D'azzurro, al pellicano con la sua pietà d'argento. | Magnificat anima mea Dominum  |
| Ambrogio Spreafico - Vescovo emerito                                            |                          | Troncato d'argento e d'azzurro: nel 1º al libro aperto al naturale, caricato delle lettere Α e Ω di rosso; nel 2º al monte di tre cime d'oro, movente dalla punta. | Dei Verbum audiens            |
| Lorenzo Loppa - Vescovo emerito                                                 |                          | | Gratis accepistis gratis date |
| Diocesi di Civita Castellana                                                    |                          | |                               |
| Marco Salvi - Vescovo                                                           |                          | | Duc in altum                  |
| Romano Rossi - Vescovo emerito                                                  |                          | | Verbum crucis virtus          |
| Diocesi di Civitavecchia-Tarquinia                                              |                          | |                               |
| Gianrico Ruzza - Vescovo                                                        |                          | Troncato di rosso e d'oro: nel 1º al libro aperto dello stesso caricato delle lettere alfa e omega del primo; nel 2º al pellicano con la sua pietà al naturale, sanguinoso di rosso. | Sermo tuus veritas            |
| Diocesi di Frosinone-Veroli-Ferentino                                           |                          | |                               |
| Santo Marcianò - Arcivescovo-vescovo (titolo personale di arcivescovo)          |                          | D'azzurro, al pellicano con la sua pietà d'argento. | Magnificat anima mea Dominum  |
| Ambrogio Spreafico - Vescovo emerito                                            |                          | Troncato d'argento e d'azzurro: nel 1º al libro aperto al naturale, caricato delle lettere Α e Ω di rosso; nel 2º al monte di tre cime d'oro, movente dalla punta. | Dei Verbum audiens            |
| Arcidiocesi di Gaeta                                                            |                          | |                               |
| Luigi Vari - Arcivescovo                                                        |                          | D'argento cappato d'azzurro, alla gemella ondata in punta, sormontata da una stella (7) dello stesso; la cappa destra al fiore di giglio di giardino; la cappa sinistra alla lampada d'oro, accesa di rosso. | Lucerna pedibus meis          |
| Fabio Bernardo D'Onorio - Arcivescovo emerito                                   |                          | | Nihil amori Christi præponere |
| Diocesi di Latina-Terracina-Sezze-Priverno                                      |                          | |                               |
| Mariano Crociata - Vescovo                                                      |                          | Di oro, alla croce accompagnata da due burelle ondate in punta, il tutto di rosso. Al capo di rosso, caricato di tre stelle (8) di oro ordinate in fascia. | Crux Christi pax              |
| Diocesi di Rieti                                                                |                          | |                               |
| Vito Piccinonna - Vescovo                                                       |                          | | Gaudium et spes               |
| Diocesi di Sora-Cassino-Aquino-Pontecorvo                                       |                          | |                               |
| Gerardo Antonazzo - Vescovo                                                     |                          | D'argento cappato d'azzurro: nel 1º alla nave all'antica al naturale, banderuolata di rosso, fluttuante su due burelle ondate d'azzurro e sormontata da una stella (7) dello stesso; nel 2º al rotolo della sacra scrittura aperto d'oro, caricato delle lettere Alpha e Omega di rosso, a destra, e alla quercia fruttata di quattro pezzi d'oro, a sinistra. | In fines terræ                |
| Filippo Iannone - Arcivescovo-vescovo emerito (titolo personale di arcivescovo) |                          | | Sub tuum præsidium            |
| Luca Brandolini - Vescovo emerito                                               |                          | | Unus panis unum corpus        |
| Diocesi di Tivoli                                                               |                          | |                               |
| Mauro Parmeggiani - Vescovo                                                     |                          | D'oro, al pellicano con la sua pietà al naturale, sanguinoso di rosso; al capo d'azzurro, caricato di una croce d'oro. | Aperite portas redemptori     |
| Diocesi di Viterbo                                                              |                          | |                               |
| Orazio Francesco Piazza - Vescovo                                               |                          | D'azzurro, alla città con tre torri d'oro, sormontata da un'ombra di sole dello stesso, caricata da un chrismon, con le lettere alpha e omega poste sotto il braccio traverso, il tutto di rosso. | Cristus lumen gentium         |
| Lino Fumagalli - Vescovo emerito                                                |                          | | In verbo tuo                  |
| Abbazia territoriale di Santa Maria di Grottaferrata                            |                          | |                               |
| Sede vacante - Abate ordinario                                                  |                          | |                               |
| Marcello Semeraro - Amministratore apostolico                                   |                          | D'oro, alla fascia d'azzurro, caricata da una stella di otto punte del campo e accompagnata da sette fiamme di rosso, disposte quattro in capo, due e una in punta. | In Spiritu seminare           |
| Abbazia territoriale di Montecassino                                            |                          | |                               |
| Antonio Luca Fallica - Abate ordinario                                          |                          | |                               |
| Abbazia territoriale di Subiaco                                                 |                          | |                               |
| Mauro Meacci - Abate ordinario                                                  |                          | | Ausculta et pervenies         |

## Regione ecclesiastica Liguria

### Provincia ecclesiastica di Genova
| Nome - Titolo                                                                            | Stemma                | Blasonatura | Motto                            |
| Arcidiocesi di Genova                                                                    | Arcidiocesi di Genova | Arcidiocesi di Genova | Arcidiocesi di Genova            |
| ---------------------------------------------------------------------------------------- | --------------------- | --- | -------------------------------- |
| Marco Tasca - Arcivescovo metropolita                                                    |                       | Trinciato di rosso e d'oro: nel 1º al libro aperto dello stesso, caricato delle lettere Alpha e Omega del primo; nel 2º a un pane al naturale; col capo d'argento, caricato di un destrocherio di carnagione, attraversante un sinistrocherio vestito, posti in decusse, con le mani appalmate, stimmate di rosso, uscenti da una nube e attraversanti una croce, il tutto al naturale. | Ostende nobis Patrem             |
| Angelo Bagnasco - Arcivescovo emerito                                                    |                       | Troncato in scaglione di rosso e d'azzurro: nel 1º alla croce di Malta d'oro; nel 2º d'azzurro, ad una M ed una A maiuscole, sovrapposte e coronate d'oro. | Christus spes mea                |
| Diocesi di Albenga-Imperia                                                               |                       | |                                  |
| Guglielmo Borghetti - Vescovo                                                            |                       | | Evangelium servire pro mundi spe |
| Mario Oliveri - Vescovo emerito                                                          |                       | D'azzurro, con quattro stelle d'oro a cinque punte poste negli angoli del capo e della punta, alternate con quattro gigli d'argento posti nel capo, nella punta e nei fianchi; allo scudetto d'oro con torre circolare di rosso merlata di tre pezzi alla guelfa, aperta e finestrata del campo. | Fides et pax                     |
| Diocesi di Chiavari                                                                      |                       | |                                  |
| Giampio Devasini - Vescovo                                                               |                       | Partito d'argento e d'oro, alla tau al naturale sul tutto, accompagnata a destra dalla lettera M formosa d'azzurro, a sinistra dal cuore di rosso fiammeggiante. | Vestigia Christi sequi           |
| Diocesi della Spezia-Sarzana-Brugnato                                                    |                       | |                                  |
| Luigi Ernesto Palletti - Vescovo                                                         |                       | | In verbo tuo                     |
| Diocesi di Savona-Noli                                                                   |                       | |                                  |
| Calogero Marino - Vescovo                                                                |                       | | In manus tuas                    |
| Vittorio Lupi - Vescovo emerito                                                          |                       | Inquartato di azzurro e di oro. Nel primo alla stella a otto punte, di oro; nel secondo al cuore di rosso; nel terzo al ramoscello di olivo, di verde; nel quarto all'ancora in palo, di nero. | Gressus meos dirige              |
| Domenico Calcagno - Arcivescovo-vescovo emerito (titolo personale di arcivescovo)        |                       | | In veritate libertas             |
| Diocesi di Tortona                                                                       |                       | |                                  |
| Guido Marini - Vescovo                                                                   |                       | Di rosso, alla galea d'oro, con la vela quadra d'argento, crociata del campo, vogante su un mare d'azzurro, fluttuoso d'argento, movente dalla punta. Accompagnata nel cantone destro del capo da una stella di sei raggi e accostata da sette fiamme, due a destra, ordinate in sbarra e cinque a sinistra, poste 2-2-1, il tutto d'oro; col capo raggiante d'oro, carico di un cuore di rosso, circondato in fascia da una corona di spine di nero e cimato a una corona fiammeggiante di sei lingue, la base merlettata, di rosso. | Emitte Spiritum tuum             |
| Vittorio Francesco Viola - Arcivescovo-vescovo emerito (titolo personale di arcivescovo) |                       | | In tuis te invenio sacramentis   |
| Martino Canessa - Vescovo emerito                                                        |                       | Spaccato in campo azzurro all'ombra di sole d'oro, in punta d'oro pieno: sul tutto una divisa d'argento caricata di una croce di rosso. | In spe fundati                   |
| Diocesi di Ventimiglia-San Remo                                                          |                       | |                                  |
| Antonio Suetta - Vescovo                                                                 |                       | D'azzurro, alla palma al naturale fruttata d'oro, caricata del cane bracco d'argento fermo sulla punta di verde. | Scio cui credidi                 |
| Alberto Maria Careggio - Vescovo emerito                                                 |                       | D'azzurro, alla fascia increspata e diminuita d'argento, a guisa di due scaglioni affiancati, sormontata dalla stella, d'oro, ed accompagnata in punta da due colombe, d'argento, affrontate, imbeccate, membrate e illuminate di rosso, tenenti nel becco il ramoscello d'ulivo di verde. | Sub tuum præsidium               |

## Regione ecclesiastica Lombardia

### Provincia ecclesiastica di Milano
| Nome - Titolo                                                                     | Stemma                | Blasonatura | Motto                             |
| Arcidiocesi di Milano                                                             | Arcidiocesi di Milano | Arcidiocesi di Milano | Arcidiocesi di Milano             |
| --------------------------------------------------------------------------------- | --------------------- | --- | --------------------------------- |
| Mario Delpini - Arcivescovo metropolita                                           |                       | D'oro, al destrocherio di carnagione rivestito d'azzurro tenente un pino al naturale cimato di tre colombe d'argento; al capo di Milano (d'argento, caricato dalla croce di rosso). | Plena est terra gloria eius       |
| Franco Agnesi - Vescovo ausiliare                                                 |                       | | Servi inutiles sumus              |
| Luca Raimondi - Vescovo ausiliare                                                 |                       | D'oro, al sinistrocherio di carnagione tenente un'anfora monoansata al naturale che versa 3 gocce d'azzurro su un bacile pieno d'acqua al naturale e da un destrocherio di carnagione tenente un asciugatoio d'argento; al capo d'azzurro con tre fiamme d'oro ordinate in fascia. | Gaudete in Domino semper          |
| Giuseppe Vegezzi - Vescovo ausiliare                                              |                       | | Gaudete in Domino semper          |
| Angelo Scola - Arcivescovo emerito                                                |                       | D'azzurro alla barca all'antica, d'oro, munita di un solo albero centrale cimato dalla crocetta, dello stesso, l'albero unito a quattro sartie d'oro, due e due in sbarra ed in banda, e ornato, sotto la crocetta dalla fiamma desinente in tre code, sventolante in banda, d'argento, la barca con due bandiere all'antica a poppa, d'argento, astate d'oro, la barca sostenuta dal mare di azzurro ondato d'argento e accompagnata nel canton destro del capo dalla stella di otto raggi, d'oro; al capo di Milano (d'argento alla croce di rosso). | Sufficit gratia tua               |
| Erminio De Scalzi - Già vescovo ausiliare                                         |                       | |                                   |
| Angelo Mascheroni - Già vescovo ausiliare                                         |                       | |                                   |
| Diocesi di Bergamo                                                                |                       | |                                   |
| Francesco Beschi - Vescovo                                                        |                       | Mantellato: nel 1º d'argento, alla croce di Lorena d'oro, sormontata da una stella dello stesso; nel 2º d'azzurro, a due gigli d'oro nei cantoni del capo. | Secundum verbum tuum              |
| Diocesi di Brescia                                                                |                       | |                                   |
| Pierantonio Tremolada - Vescovo                                                   |                       | D'argento, alla croce patriarcale d'azzurro uscente da un innestato in punta dello stesso a due burelle ondate del primo, accompagnata da due rotoli della Scrittura in capo e da due cervi brucanti affrontati in punta, il tutto al naturale. | Haurietis de fontibus salutis     |
| Luciano Monari - Vescovo emerito                                                  |                       | D'argento, al Vangelo aperto e scritto IN PRINCIPIO AMEN di nero, foderato di rosso; cappato ricurvo, a destra d'azzurro, alla croce diminuita d'argento; a sinistra di rosso, ad un pane spezzato d'oro, ripieno d'argento. | Evangelium non erubesco           |
| Giulio Sanguineti - Vescovo emerito                                               |                       | Di rosso alla croce d'oro, il montante posto verso destra e la traversa alzata, accompagnata da una croce scorciata d'argento nel cantone a destra in alto, e nel cantone sinistro, in punta, da un calice d'oro. Il capo è d'oro all'aquila nascente di nero con le ali spiegate e coronata dello stesso. | In sanguine suo                   |
| Diocesi di Como                                                                   |                       | |                                   |
| Oscar Cantoni - Vescovo                                                           |                       | | Fare di Cristo il cuore del mondo |
| Diego Coletti - Vescovo emerito                                                   |                       | | Consummati in unum                |
| Diocesi di Crema                                                                  |                       | |                                   |
| Daniele Gianotti - Vescovo                                                        |                       | | Ut credentes vitam habeatis       |
| Diocesi di Cremona                                                                |                       | |                                   |
| Antonio Napolioni - Vescovo                                                       |                       | Inquartato: nel 1º d'azzurro, all'ombra di sole d'oro caricata del trigramma IHS di nero; nel 2º d'argento, a un monte all'italiana di sei cime di verde movente dalla partizione; nel 3º d'argento, alla gemella ondata d'azzurro posta in fascia; nel 4º di rosso, al giglio del terzo. | Servite Domino in lætitia         |
| Dante Lafranconi - Vescovo emerito                                                |                       | Al capo una stella e una barca sulla cui vela appare una croce; nel campo inferiore vi è un'aquila bicipite. | Afflante Spiritu                  |
| Diocesi di Lodi                                                                   |                       | |                                   |
| Maurizio Malvestiti - Vescovo                                                     |                       | Di rosso e di azzurro, troncati da una fascia diminuita di oro. Nel primo un sole di oro fiammeggiante; nel secondo una stella (8), con in punta tre fasce ondeggianti e diminuite, il tutto di argento. | In silentio et spe                |
| Giuseppe Merisi - Vescovo emerito                                                 |                       | Al capo d'argento a tre lacrime d'azzurro; di rosso al destrochero d'argento tenente tre spighe d'oro. Lo scudo, accollato a una croce astile d'oro, posta in palo, è timbrato da un cappello con cordoni e nappe di verde. Le nappe, in numero di dodici, sono disposte sei per parte, in cinque ordini di 1, 2, 3. Sotto lo scudo, nella lista svolazzante d'oro, il motto in lettere maiuscole di nero: VOS AUTEM AMICOS DIXI. | Vos autem amicos dixi             |
| Diocesi di Mantova                                                                |                       | |                                   |
| Gianmarco Busca - Vescovo                                                         |                       | Troncato: nel 1º campo di cielo, alla gemella ondata d'argento, sormontata da tre stelle (8) d'oro, male ordinate, unite tra loro; nel 2º dello stesso, all'albero sradicato e rovesciato al naturale, fogliato di verde, con le radici protese nel 1º, accompagnato da una mela granata al naturale, aperta di rosso, fogliata e gambuta di verde e da una civetta al naturale, poste sulla partizione. | Quærite primum regnum Dei         |
| Roberto Busti - Vescovo emerito                                                   |                       | | Omnes salvos facere               |
| Diocesi di Pavia                                                                  |                       | |                                   |
| Corrado Sanguineti - Vescovo                                                      |                       | | Mater mea fiducia mea             |
| Diocesi di Vigevano                                                               |                       | |                                   |
| Maurizio Gervasoni - Vescovo                                                      |                       | | Visu sim beatus tuæ gloriæ        |
| Vincenzo Di Mauro - Arcivescovo-vescovo emerito (titolo personale di arcivescovo) |                       | Inquartato; nel 1º di rosso alla stella (8) d'oro; nel 2º d'oro alle 3 spighe di verde poste in sbarra; nel 3º d'oro al ramoscello d'ulivo di verde, posto in banda; nel 4º di rosso alla conchiglia d'oro. | Super omnia caritas               |

## Regione ecclesiastica Marche

### Provincia ecclesiastica di Ancona-Osimo
| Nome - Titolo                                  | Stemma                      | Blasonatura | Motto                          |
| Arcidiocesi di Ancona-Osimo                    | Arcidiocesi di Ancona-Osimo | Arcidiocesi di Ancona-Osimo | Arcidiocesi di Ancona-Osimo    |
| ---------------------------------------------- | --------------------------- | --- | ------------------------------ |
| Angelo Spina - Arcivescovo metropolita         |                             | | In caritate coniuncti          |
| Edoardo Menichelli - Arcivescovo emerito       |                             | D'azzurro, dalla torre d'argento murata di nero, cimata di tre file di mattoni e finestrata del campo, fondata su di una montagna erbosa e accostata in capo da due stelle d'oro.                                                                                            | Sub lumine Matris              |
| Diocesi di Fabriano-Matelica                   |                             | |                                |
| Francesco Massara - Arcivescovo-vescovo        |                             | Inquartato d'oro e d'azzurro, nel 1º quadrante si trova il pellicano con la sua pietà al naturale; nel 2º la stella d'argento; nel 3º la barca veleggiata d'oro, fluttuante su due burelle ondate d'argento; nel 4º il tralcio fiorito di nardo al naturale, posto in banda. | Mater mea fiducia mea          |
| Giancarlo Vecerrica - Vescovo emerito          |                             | | Ut congregemur in unum         |
| Diocesi di Jesi                                |                             | |                                |
| Paolo Ricciardi - Vescovo                      |                             | | Ecce sponsus venit             |
| Gerardo Rocconi - Vescovo emerito              |                             | Cappato orlato d'oro: nel 1º d'azzurro alla stella di sette punte d'oro con due onde d'argento in punta (Stella maris); nel 2º di rosso al giglio d'argento; nel 3º di rosso al leone coronato d'oro.                                                                        | In verbo tuo                   |
| Prelatura territoriale di Loreto               |                             | |                                |
| Fabio Dal Cin - Arcivescovo prelato            |                             | D'oro cappato d'azzurro, all'àncora a tre marre di nero, cordata di rosso, posta in banda; la cappa destra alla stella (7) d'argento; la cappa sinistra al giglio dello stesso.                                                                                              | In te Domine speravi           |
| Giovanni Tonucci - Arcivescovo prelato emerito |                             | | Prior dilexit nos              |
| Diocesi di Senigallia                          |                             | |                                |
| Francesco Manenti - Vescovo                    |                             | D'azzurro allo scaglione d'argento, caricato di tre fiamme di rosso, accompagnato da due burelle ondate del secondo in punta, sormontate da una stella dello stesso. | È vicino a voi il Regno di Dio |
| Giuseppe Orlandoni - Vescovo emerito           |                             | | In veritate et caritate        |

### Provincia ecclesiastica di Fermo
| Nome - Titolo                                                              | Stemma               | Blasonatura | Motto                                     |
| Arcidiocesi di Fermo                                                       | Arcidiocesi di Fermo | Arcidiocesi di Fermo | Arcidiocesi di Fermo                      |
| -------------------------------------------------------------------------- | -------------------- | --- | ----------------------------------------- |
| Rocco Pennacchio - Arcivescovo metropolita                                 |                      | | Ti basta la mia grazia                    |
| Diocesi di Ascoli Piceno                                                   |                      | |                                           |
| Gianpiero Palmieri - Arcivescovo-vescovo (titolo personale di arcivescovo) |                      | D'oro, allo scaglione di rosso caricato di tre casette d'argento, aperte e finestrate, di due pezzi di nero, accompagnato da una colomba volante del terzo, recante nel becco un ramoscello d'ulivo di verde, in punta.                                                              | Architrave della Chiesa è la misericordia |
| Giovanni D'Ercole - Vescovo emerito                                        |                      | Interzato in fascia: nel 1º di rosso alla stella (8) d'oro, nel 2º d'oro all'aquila di nero, nel 3º di rosso alle due colonne d'Ercole d'oro. | In manus tuas                             |
| Arcidiocesi di Camerino-San Severino Marche                                |                      | |                                           |
| Francesco Massara - Arcivescovo                                            |                      | Inquartato d'oro e d'azzurro, nel 1º quadrante si trova il pellicano con la sua pietà al naturale; nel 2º la stella d'argento; nel 3º la barca veleggiata d'oro, fluttuante su due burelle ondate d'argento; nel 4º il tralcio fiorito di nardo al naturale, posto in banda.         | Mater mea fiducia mea                     |
| Francesco Giovanni Brugnaro - Arcivescovo emerito                          |                      | | Omnia possibilia credenti                 |
| Francesco Gioia - Arcivescovo emerito                                      |                      | | Gaudete in Domino                         |
| Diocesi di Macerata                                                        |                      | |                                           |
| Nazzareno Marconi - Vescovo                                                |                      | | Dabis servo tuo cor docile                |
| Claudio Giuliodori - Vescovo emerito                                       |                      | D'azzurro, alla scala a pioli di rosso filettata d'oro caricata di cinque semivoli d'argento, due rovesciati, nel verso della banda, accompagnata in capo da un'ombra di sole del secondo, ed in punta da una stella di otto raggi dello stesso. Lo scudo alla filiera sempre d'oro. | Gratia et veritas                         |
| Diocesi di San Benedetto del Tronto-Ripatransone-Montalto                  |                      | |                                           |
| Gianpiero Palmieri - Arcivescovo-vescovo (titolo personale di arcivescovo) |                      | D'oro, allo scaglione di rosso caricato di tre casette d'argento, aperte e finestrate, di due pezzi di nero, accompagnato da una colomba volante del terzo, recante nel becco un ramoscello d'ulivo di verde, in punta.                                                              | Architrave della Chiesa è la misericordia |
| Carlo Bresciani - Vescovo emerito                                          |                      | Partito: nel 1º d'azzurro, alla nave d'oro, fluttuante su un mare d'azzurro, ondato d'argento e sormontata da una stella (7) dello stesso; nel 2º d'argento, al leone rampante d'azzurro, armato, codato e lampassato di rosso. Sul tutto una croce patriarcale di rosso.            | Pro corpore eius                          |

### Provincia ecclesiastica di Pesaro
| Nome - Titolo                                     | Stemma                | Blasonatura | Motto                      |
| Arcidiocesi di Pesaro                             | Arcidiocesi di Pesaro | Arcidiocesi di Pesaro | Arcidiocesi di Pesaro      |
| ------------------------------------------------- | --------------------- | --- | -------------------------- |
| Sandro Salvucci - Arcivescovo metropolita         |                       | Inquartato di rosso e d'argento. Nel primo alla spada con la punta rivolta all'ingiù, attraversata da un libro aperto dello stesso, caricato delle lettere greche Α e Ω di rosso; nel secondo al ramo di palma di verde posto in sbarra; nel terzo a tre spighe di grano al naturale poste rispettivamente in banda, in palo e in sbarra; nel quarto alla stella (7), accompagnata da tre burelle ondate del secondo in punta. | Maior est caritas          |
| Piero Coccia - Arcivescovo emerito                |                       | | Veritatem dico in Christo  |
| Diocesi di Fano-Fossombrone-Cagli-Pergola         |                       | |                            |
| Andrea Andreozzi - Vescovo                        |                       | D'azzurro, alla fascia d'argento, caricata di un giogo al naturale, accompagnata da una croce di Sant'Andrea in capo e da due burelle ondate, sormontate da una stella (7) in punta, il tutto del secondo. | Omnes docibiles Dei        |
| Armando Trasarti - Vescovo emerito                |                       | | Ego sum nolite timere      |
| Arcidiocesi di Urbino-Urbania-Sant'Angelo in Vado |                       | |                            |
| Sandro Salvucci - Arcivescovo                     |                       | Inquartato di rosso e d'argento. Nel primo alla spada con la punta rivolta all'ingiù, attraversata da un libro aperto dello stesso, caricato delle lettere greche Α e Ω di rosso; nel secondo al ramo di palma di verde posto in sbarra; nel terzo a tre spighe di grano al naturale poste rispettivamente in banda, in palo e in sbarra; nel quarto alla stella (7), accompagnata da tre burelle ondate del secondo in punta. | Maior est caritas          |
| Giovanni Tani - Arcivescovo emerito               |                       | Inquartato, d'azzurro e d'argento: nel 1º all'agnello pasquale con la testa rivolta, nimbato d'oro e tenente in sbarra con la zampa anteriore destra l'asta crociata dello stesso di un vessillo bifido d'argento alla croce di rosso, sostenuto da tre colli addossati verdeggianti; nel 2º al Palazzo Ducale di Urbino dei suoi colori al naturale, sormontato da una stella di sette raggi d'azzurro; nel 3º al gonfalone pontificio astato e cimato da un pomo crocettato d'oro, e gheronato di sette pezzi di rosso e d'oro; nel 4º alla colomba d'argento al volo spiegato, posta in maestà e nimbata d'oro, sormontante il mare fasciato ondato d'argento e del campo. | In unitate spiritus sancti |

## Regione ecclesiastica Piemonte

### Provincia ecclesiastica di Torino
| Nome - Titolo                                 | Stemma                | Blasonatura | Motto                            |
| Arcidiocesi di Torino                         | Arcidiocesi di Torino | Arcidiocesi di Torino | Arcidiocesi di Torino            |
| --------------------------------------------- | --------------------- | --- | -------------------------------- |
| Roberto Repole - Arcivescovo metropolita      |                       | Di rosso, alla banda d'oro, caricata di tre chiodi di nero posti nel senso della stessa. | Christus tradidit seipsum pro me |
| Alessandro Giraudo - Vescovo ausiliare        |                       | D'azzurro, all'ancora d'oro, accollata da una stola sacerdotale di rosso, fimbriata e caricata di due crocette del secondo alle estremità, accompagnata da due gigli e sormontata da una stella d'argento. | Ille fidelis manet               |
| Cesare Nosiglia - Arcivescovo emerito         |                       | | Caritas congaudet veritati       |
| Guido Fiandino - Già vescovo ausiliare        |                       | |                                  |
| Diocesi di Acqui                              |                       | |                                  |
| Luigi Testore - Vescovo                       |                       | | Surgens secutus est eum          |
| Pier Giorgio Micchiardi - Vescovo emerito     |                       | | Resonare Christo corde romano    |
| Diocesi di Alba                               |                       | |                                  |
| Marco Brunetti - Vescovo                      |                       | Inquartato di rosso e d'argento; nel primo al leone d'oro, alato e nimbato dello stesso, con la testa posta in maestà, accovacciato, tenente nelle zampe anteriori avanti al petto il libro scritto delle parole in lettere maiuscole romane di nero, PAX TIBI MARCE nella prima facciata, in quattro righe, ed EVANGELISTA MEUS nella seconda facciata, similmente in quattro righe. Nel secondo a due tralci di vite in doppia decusse, fogliati di verde e fruttati di sei pezzi al naturale. Nel terzo a due rami d'olivo in doppia decusse, fogliati e fruttati di verde. Nel quarto alla fede d'oro posta in banda. Sotto lo scudo, nella lista svolazzante d'oro, il motto in lettere maiuscole di nero: MISERICORDES SICUT PATER. | Misericordes sicut Pater         |
| Giacomo Lanzetti - Vescovo emerito            |                       | | Sincero corde servire            |
| Diocesi di Aosta                              |                       | |                                  |
| Franco Lovignana - Vescovo                    |                       | Di verde, ai monti all'italiana di sei cime d'argento; al giglio d'oro, nel fianco destro; alla croce latina col piede inferiore in forma d'ancora d'oro, caricata da un cuore dello stesso, nel fianco sinistro; al capo d'azzurro, alle due colombe affrontate d'argento, imbeccate, membrate e illuminate di rosso, tenenti ciascuna nel becco un ramo di olivo di verde. | Non turbetur cor vestrum         |
| Giuseppe Anfossi - Vescovo emerito            |                       | | In manus tuas Domine             |
| Diocesi di Asti                               |                       | |                                  |
| Marco Prastaro - Vescovo                      |                       | | Dum Christus annuntietur         |
| Francesco Guido Ravinale - Vescovo emerito    |                       | | Ut quotidie serviam              |
| Diocesi di Cuneo-Fossano                      |                       | |                                  |
| Piero Delbosco - Vescovo                      |                       | | Laudate et benedicite Dominum    |
| Diocesi di Ivrea                              |                       | |                                  |
| Daniele Salera - Vescovo                      |                       | Interzato in pergola rovesciata: nel 1º di rosso, alla colomba rivoltata d'argento, nimbata con un'aureola crociata d'oro; nel 2º d'azzurro al giglio d'oro; nel 3º d'argento, al quadrato vuoto, d'oro, bordato da 12 porte, 3 per lato, d'azzurro, e caricato in cuore, di un agnello, al naturale. | Obœdientia et pax                |
| Edoardo Aldo Cerrato - Vescovo emerito        |                       | D'azzurro alla torre d'oro, mattonata di rosso, merlata alla guelfa di quattro pezzi, finestrata (2,1) di nero e sormontata da una stella (8) d'argento. Al capo: d'oro, al caratteristico busto della Madonna vallicelliana, al naturale, sostenuto dalle nuvole e da un montante, il tutto cucito d'argento. | Ille fidelis                     |
| Diocesi di Mondovì                            |                       | |                                  |
| Egidio Miragoli - Vescovo                     |                       | D'azzurro al cervo coricato d'argento, con il capo rivolto, attraversato dal pastorale di San Bassiano d'oro posto in palo; il tutto sinistrato da una stella d'oro di otto punte coronata da una corona d'oro a tre fioroni visibili. | In eo qui me confortat           |
| Luciano Pacomio - Vescovo emerito             |                       | | Gaudium Domini fortitudo mea     |
| Diocesi di Pinerolo                           |                       | |                                  |
| Derio Olivero - Vescovo                       |                       | | Quid quæritis                    |
| Pier Giorgio Debernardi - Vescovo emerito     |                       | | Deus caritas est                 |
| Diocesi di Saluzzo                            |                       | |                                  |
| Cristiano Bodo - Vescovo                      |                       | | Caritas numquam excidit          |
| Giuseppe Guerrini - Vescovo emerito           |                       | | Venite, saliamo al Signore       |
| Diocesi di Susa                               |                       | |                                  |
| Roberto Repole - Arcivescovo-vescovo          |                       | Di rosso, alla banda d'oro, caricata di tre chiodi di nero posti nel senso della stessa. | Christus tradidit seipsum pro me |
| Alfonso Badini Confalonieri - Vescovo emerito |                       | | Non mihi Domine                  |

### Provincia ecclesiastica di Vercelli
| Nome - Titolo                                                                     | Stemma                  | Blasonatura | Motto                              | Note                                                                         |
| Arcidiocesi di Vercelli                                                           | Arcidiocesi di Vercelli | Arcidiocesi di Vercelli | Arcidiocesi di Vercelli            | Arcidiocesi di Vercelli                                                      |
| --------------------------------------------------------------------------------- | ----------------------- | --- | ---------------------------------- | ---------------------------------------------------------------------------- |
| Marco Arnolfo - Arcivescovo metropolita                                           |                         | | Contemplata aliis tradere          |                                                                              |
| Diocesi di Alessandria                                                            |                         | |                                    |                                                                              |
| Guido Gallese - Vescovo                                                           |                         | | Vulnerasti cor meum                |                                                                              |
| Giuseppe Versaldi - Arcivescovo-vescovo emerito (titolo personale di arcivescovo) |                         | | Christi minister                   |                                                                              |
| Diocesi di Biella                                                                 |                         | |                                    |                                                                              |
| Roberto Farinella - Vescovo                                                       |                         | Partito: nel primo d'azzurro, alla stella d'oro di otto raggi, accantonati da petali di giglio, d'argento, accompagnata in punta da una montagna d'argento di tre cime, movente dalla partizione; nel secondo, di rosso alle tre spighe di frumento, d'oro, poste a ventaglio, legate da un nastro d'argento e svolazzante. | Spes messis in semine              |                                                                              |
| Gabriele Mana - Vescovo emerito                                                   |                         | | In nomine Domini                   |                                                                              |
| Diocesi di Casale Monferrato                                                      |                         | |                                    |                                                                              |
| Gianni Sacchi - Vescovo                                                           |                         | Troncato: nel primo d'azzurro al monogramma mariano d'oro, coronato dello stesso; nel secondo di rosso, alle mani di carnagione con finitura della manica d'argento, spezzanti il pane al naturale. | Cognoverunt eum in fractione panis |                                                                              |
| Alceste Catella - Vescovo emerito                                                 |                         | | Misericordias Domini cantabo       |                                                                              |
| Diocesi di Novara                                                                 |                         | |                                    |                                                                              |
| Franco Giulio Brambilla - Vescovo                                                 |                         | | Loquamur Dominum Iesum             | Croce da arcivescovo anziché da vescovo per privilegio dei vescovi di Novara |

## Regione ecclesiastica Puglia

### Provincia ecclesiastica di Bari-Bitonto
| Nome - Titolo                                                                      | Stemma                      | Blasonatura | Motto                                   |
| Arcidiocesi di Bari-Bitonto                                                        | Arcidiocesi di Bari-Bitonto | Arcidiocesi di Bari-Bitonto | Arcidiocesi di Bari-Bitonto             |
| ---------------------------------------------------------------------------------- | --------------------------- | --- | --------------------------------------- |
| Giuseppe Satriano - Arcivescovo metropolita                                        |                             | D'azzurro, alla croce gemmata d'oro, accompagnato nel cantone destro del capo da una stella a otto punte d'argento, e in punta da tre fasce ondate dello stesso. | Misericordias Domini cantabo            |
| Francesco Cacucci - Arcivescovo emerito                                            |                             | | Pro ovibus suis                         |
| Diocesi di Altamura-Gravina-Acquaviva delle Fonti                                  |                             | |                                         |
| Giuseppe Russo - Vescovo                                                           |                             | Partito: nel primo di rosso, al pastorale d’oro piantato su una terrazza erbosa, attraversato da un Agnello passante al naturale con la testa rivolta e sormontato da una corona di spine d’oro racchiudente tre chiodi posti a ventaglio d’argento; nel secondo dell’ultimo alla stella di otto punte, accompagnata in punta da sette filetti ondati: il tutto d’azzurro. | Pasce agnos meos                        |
| Giovanni Ricchiuti - Arcivescovo-vescovo emerito (titolo personale di arcivescovo) |                             | D'azzurro, al monte, segnato da un sentiero tortuoso, sul mare, calmo, caricato d'un ramo d'olivo, situato in barra, il tutto al naturale, nel cantone sinistro del capo una stella, di otto punte, d'oro. | Misericordia et veritas iustitia et pax |
| Mario Paciello - Vescovo emerito                                                   |                             | | Veritatem facientes in charitate        |
| Diocesi di Andria                                                                  |                             | |                                         |
| Luigi Mansi - Vescovo                                                              |                             | Di rosso, all'agnello passante e rivoltato d'argento, nimbato d'oro, tenente tra le zampe anteriori un vessillo del secondo, caricato di una croce del primo, con il petto ferito e sanguinoso di rosso, sostenuto da un libro aperto del secondo; al capo dell'ultimo, caricato di una corona di spine del primo.                                                         | Verbum caro factum est                  |
| Diocesi di Conversano-Monopoli                                                     |                             | |                                         |
| Giuseppe Favale - Vescovo                                                          |                             | Interzato in scaglione: nel 1º al fusato d'argento e di rosso; nel 2º allo scaglionetto d'azzurro caricato di una stella (7 punte) d'argento a destra e di un fiore di nardo d'oro a sinistra; nel terzo di oro. | Respicite ad Dominum                    |
| Diocesi di Molfetta-Ruvo-Giovinazzo-Terlizzi                                       |                             | |                                         |
| Domenico Cornacchia - Vescovo                                                      |                             | D'oro, calzato ritondato di rosso: nel 1º al pellicano con la sua pietà al naturale, sanguinoso di rosso; nel 2º alla stella (7) del campo, a destra, e alla fiamma dello stesso, a sinistra. | Servire Domino in lætitia               |
| Arcidiocesi di Trani-Barletta-Bisceglie                                            |                             | |                                         |
| Leonardo D'Ascenzo - Arcivescovo                                                   |                             | D'oro, a due monti di verde uscenti dalla punta, caricati di un fascio di spighe del primo, sormontati da una stella (6) d'azzurro, col capo dello stesso, alla stella (8) del primo. | Messis quidem multa                     |

### Provincia ecclesiastica di Foggia-Bovino
| Nome - Titolo                                          | Stemma                       | Blasonatura | Motto                          |
| Arcidiocesi di Foggia-Bovino                           | Arcidiocesi di Foggia-Bovino | Arcidiocesi di Foggia-Bovino | Arcidiocesi di Foggia-Bovino   |
| ------------------------------------------------------ | ---------------------------- | --- | ------------------------------ |
| Giorgio Ferretti - Arcivescovo metropolita             |                              | | Beatius dare quam accipere     |
| Vincenzo Pelvi - Arcivescovo emerito                   |                              | | Ecce Mater tua                 |
| Francesco Pio Tamburrino - Arcivescovo emerito         |                              | | Ut omnes unum sint             |
| Diocesi di Cerignola-Ascoli Satriano                   |                              | |                                |
| Fabio Ciollaro - Vescovo                               |                              | D'oro, alla banda diminuita, d'azzurro, sostenente, uno stendardo a due fiamme, con gli accessori del primo, di rosso, alla croce pure d'oro, ed accompagnata in punta da una torre di rosso, aperta e finestrata del campo, attraversata da un cane, fermo, d'argento, tenente in bocca, un ramo di palma, in palo, di verde. | Surrexit Dominus vere          |
| Felice di Molfetta - Vescovo emerito                   |                              | | In spiritu et veritate         |
| Diocesi di Lucera-Troia                                |                              | |                                |
| Giuseppe Giuliano - Vescovo                            |                              | Inquartato rialzato di rosso e d'azzurro, alla croce bizantina pomata d'oro, gemmata ed impreziosita al naturale; dagli estremi del legno trasversale, posto in banda, pendono le lettere greche ω (Omega) e A (Alpha) del penultimo; è accompagnata nel cantone sinistro del capo (II) di una stella raggiante ad otto punte, ed in quello destro della punta (III), da un gambo fiorito di tre gigli, posto in banda, il tutto d'argento. | In amicitia Jesu Christi       |
| Arcidiocesi di Manfredonia-Vieste-San Giovanni Rotondo |                              | |                                |
| Franco Moscone - Arcivescovo                           |                              | Troncato: nel 1º d'oro, al sinistrocherio di carnagione, vestito al naturale, sostenente una croce dello stesso posta in banda; nel 2º di campo di cielo, all'ombra di sole movente dalla punta. | Servire pauperibus et ecclesiæ |
| Diocesi di San Severo                                  |                              | |                                |
| Giuseppe Mengoli - Vescovo                             |                              | Partito di rosso e d'azzurro, alla croce latina trifogliata d'oro, attraversante sulla partizione; accompagnata nel cantone destro del capo da tre palme d'oro e, nel cantone sinistro, da un monogramma mariano coronato, il tutto d'oro. | Ecce mater tua                 |
| Lucio Angelo Renna - Vescovo emerito                   |                              | | In obsequio Jesu Christi       |

### Provincia ecclesiastica di Lecce
| Nome - Titolo                                      | Stemma               | Blasonatura | Motto                            |
| Arcidiocesi di Lecce                               | Arcidiocesi di Lecce | Arcidiocesi di Lecce | Arcidiocesi di Lecce             |
| -------------------------------------------------- | -------------------- | --- | -------------------------------- |
| Angelo Raffaele Panzetta - Arcivescovo metropolita |                      | Inquartato d'argento e d'azzurro. Nel 1° alla fiamma di rosso; nel 2º alla stella (7) d'argento; nel 3º la barca veleggiata d'oro, fluttuante su due burelle ondate d'argento; nel 4º alla castello al naturale aperto del campo, torricellato di tre pezzi, quello di mezzo più alto, finestrati di due dello stesso. | Testificari evangelium gratiæ    |
| Michele Seccia - Arcivescovo emerito               |                      | Partito: nel 1º d'azzurro alla casa d'oro col tetto di rosso in prospettiva, uscente dal fianco destro e movente dal mare d'argento; alla stella d'oro (8) al cantone destro. Nel 2º di rosso alle ali spiegate d'argento.                                                                                             | Adiutor gaudii vestri            |
| Domenico Umberto D'Ambrosio - Arcivescovo emerito  |                      | | Misericors et fidelis            |
| Arcidiocesi di Brindisi-Ostuni                     |                      | |                                  |
| Giovanni Intini - Arcivescovo                      |                      | D'azzurro, allo scaglione alzato d'argento; nel primo alla croce gigliata attraversante l'agnello rivoltato; nel secondo la stella a otto punte al cantone destro, la conchiglia del pellegrino al cantone sinistro, il tutto dello stesso.                                                                            | Illum oportet crescere           |
| Domenico Caliandro - Arcivescovo emerito           |                      | | Sicut oliva in fidelitate domini |
| Rocco Talucci - Arcivescovo emerito                |                      | | In verbo tuo laxabo rete         |
| Diocesi di Nardò-Gallipoli                         |                      | |                                  |
| Fernando Filograna - Vescovo                       |                      | | Omnia in bonum                   |
| Arcidiocesi di Otranto                             |                      | |                                  |
| Francesco Neri - Arcivescovo                       |                      | | In finem dilexit eos             |
| Donato Negro - Arcivescovo emerito                 |                      | | Credidimus charitati             |
| Diocesi di Ugento-Santa Maria di Leuca             |                      | |                                  |
| Vito Angiuli - Vescovo                             |                      | Campo di cielo, al castello d'oro aperto del campo, torricellato di tre pezzi, quello di mezzo più alto, finestrati di due dello stesso, fondato su di un monte di verde e sormontato da una stella (7) del secondo.                                                                                                   | In laudem gloriæ                 |

### Provincia ecclesiastica di Taranto
| Nome - Titolo                          | Stemma                 | Blasonatura | Motto                  |
| Arcidiocesi di Taranto                 | Arcidiocesi di Taranto | Arcidiocesi di Taranto | Arcidiocesi di Taranto |
| -------------------------------------- | ---------------------- | --- | ---------------------- |
| Ciro Miniero - Arcivescovo metropolita |                        | | Cum Maria evangelizare |
| Filippo Santoro - Arcivescovo emerito  |                        | | Verbum caro factum     |
| Diocesi di Castellaneta                |                        | |                        |
| Sabino Iannuzzi - Vescovo              |                        | D'azzurro, all'Agnello al naturale con la testa rivoltata, nimbato d'oro, portante un pastorale dello stesso, posto in sbarra, passante su una trangla di verde, sostenuta dalla campagna d'argento, caricata da tre filetti d'azzurro ondati in fascia, accompagnato nel cantone destro del capo dalla stella d'argento di 8 (otto) punte e in quello sinistro dal fiore di nardo dello stesso posto in sbarra; al capo della Religione Francescana che è d'argento, al braccio sinistro di Cristo, di carnagione, uscente dalla nuvola al naturale movente dal fianco destro dello scudo, il segno delle stimmate sulla palma della mano, posto in croce di Sant'Andrea col braccio destro di San Francesco, vestito del saio francescano, uscente dalla nuvola al naturale movente dal fianco sinistro dello scudo, il segno delle stimmate sulla palma della mano, entrambe le braccia accollate alla croce del Calvario al naturale. | Patris corde           |
| Diocesi di Oria                        |                        | |                        |
| Vincenzo Pisanello - Vescovo           |                        | D'oro cappato d'azzurro; d'argento un'Ostia caricata del monogramma di Cristo di nero, sovrastante una "M" di azzurro, nel primo; alle chiavi petrine passata in decusse a destra e alla conchiglia d'oro a sinistra, nel secondo. | In verbo tuo           |

## Regione ecclesiastica Sardegna

### Provincia ecclesiastica di Cagliari
| Nome - Titolo                             | Stemma                  | Blasonatura | Motto                             |
| Arcidiocesi di Cagliari                   | Arcidiocesi di Cagliari | Arcidiocesi di Cagliari | Arcidiocesi di Cagliari           |
| ----------------------------------------- | ----------------------- | --- | --------------------------------- |
| Giuseppe Baturi - Arcivescovo metropolita |                         | Partito d'azzurro e di rosso, alla croce armena, caricata in cuore dal monogramma di Cristo (chrismon): il tutto d'oro, attraversante sulla partizione; accompagnata nel cantone destro della punta da un crescente volto, recante al centro una stella (8): il tutto d'argento e, nel cantone sinistro, da due palme decussate, attraversanti una corona all'antica di dodici punte, sette visibili: il tutto d'oro. | Gratia misericordia pax           |
| Arrigo Miglio - Arcivescovo emerito       |                         | | Gaudium vestrum impleatur         |
| Giuseppe Mani - Arcivescovo emerito       |                         | | Surrexit Dominus vere             |
| Diocesi di Iglesias                       |                         | |                                   |
| Mario Farci - Vescovo                     |                         | | Christus dilexit Ecclesiam        |
| Giovanni Paolo Zedda - Vescovo emerito    |                         | | Vultum Domini quæramus            |
| Diocesi di Lanusei                        |                         | |                                   |
| Antonio Mura - Vescovo                    |                         | | La gloria di Dio è l'uomo vivente |
| Diocesi di Nuoro                          |                         | |                                   |
| Antonio Mura - Vescovo                    |                         | | La gloria di Dio è l'uomo vivente |
| Mosè Marcia - Vescovo emerito             |                         | | Dominus vexillum meum             |
| Pietro Meloni - Vescovo emerito           |                         | | Gaudium et spes                   |

### Provincia ecclesiastica di Oristano
| Nome - Titolo                              | Stemma                  | Blasonatura | Motto                         |
| Arcidiocesi di Oristano                    | Arcidiocesi di Oristano | Arcidiocesi di Oristano | Arcidiocesi di Oristano       |
| ------------------------------------------ | ----------------------- | --- | ----------------------------- |
| Roberto Carboni - Arcivescovo metropolita  |                         | | Per caritatem servite invicem |
| Ignazio Sanna - Arcivescovo emerito        |                         | Tagliato: nel 1º di argento, a tre spighe di grano naturale e al tralcio di vita, fruttato e fogliato dello stesso, posti in decusse; nel 2º di azzurro, a due barelle ondate di argento in punta, sovrastate da una stella dello stesso e alla bordura di oro, caricata di tredici fiamme di rosso. | Deus caritas est              |
| Pier Giuliano Tiddia - Arcivescovo emerito |                         | | Servi sumus eius Ecclesiæ     |
| Diocesi di Ales-Terralba                   |                         | |                               |
| Roberto Carboni - Arcivescovo-vescovo      |                         | | Per caritatem servite invicem |
| Giovanni Dettori - Vescovo emerito         |                         | | Diligamus nos invicem         |

### Provincia ecclesiastica di Sassari
| Nome - Titolo                            | Stemma                 | Blasonatura | Motto                          |
| Arcidiocesi di Sassari                   | Arcidiocesi di Sassari | Arcidiocesi di Sassari | Arcidiocesi di Sassari         |
| ---------------------------------------- | ---------------------- | --- | ------------------------------ |
| Sede vacante - Arcivescovo metropolita   |                        | |                                |
| Paolo Atzei - Arcivescovo emerito        |                        | | In perfecta lætitia servire    |
| Diocesi di Alghero-Bosa                  |                        | |                                |
| Mauro Maria Morfino - Vescovo            |                        | Inquartato da un filetto d'argento in croce: nel primo, di rosso, alle figure di Gesù e dell'apostolo Giovanni abbracciate, la sinistra dell'uno sulla spalla dell'altro che con la destra cinge il fianco del maestro e moventi da un desco imbandito d'un piatto con un pane e d'un bicchiere, il capo dell'Apostolo reclinato sulla spalla sinistra del Maestro, che tiene la mano destra incrociata con la sinistra dell'Apostolo sul desco, il tutto d'oro; nel secondo, d'azzurro al rotolo della sacra scrittura aperto d'oro caricato delle lettere ebraiche tau e aleph e delle lettere greche capitali alfa e omega poste in fascia le une sopra le altre di nero; nel terzo, d'azzurro alla M maiuscola gotica d'oro; nel quarto, di rosso al cuore d'oro fiammeggiante al naturale. | In amicitia et in Verbo        |
| Diocesi di Ozieri                        |                        | |                                |
| Corrado Melis - Vescovo                  |                        | | Evangelii gaudium              |
| Diocesi di Tempio-Ampurias               |                        | |                                |
| Roberto Fornaciari - Vescovo             |                        | | Camminare edificare confessare |
| Sebastiano Sanguinetti - Vescovo emerito |                        | | In lætitia et caritate         |

## Regione ecclesiastica Sicilia

### Provincia ecclesiastica di Agrigento
| Nome - Titolo                                | Stemma                   | Blasonatura | Motto                        |
| Arcidiocesi di Agrigento                     | Arcidiocesi di Agrigento | Arcidiocesi di Agrigento | Arcidiocesi di Agrigento     |
| -------------------------------------------- | ------------------------ | --- | ---------------------------- |
| Alessandro Damiano - Arcivescovo metropolita |                          | Partito - semitroncato a sinistra; nel 1º d'azzurro alla torre d'argento, mattonata di nero, merlata di cinque alla guelfa, chiusa e finestrata del campo, sostenuta dal mare dello stesso ondato d'argento, il tutto attraversato da una sbarra d'oro; nel 2º d'argento al ramo di mandorlo fiorito al naturale, posto in banda; nel 3º d'oro alla mela granata al naturale, aperta di rosso, gambuta e fogliata di verde di quattro pezzi, posta in sbarra. | Servare unitatem Spiritus    |
| Francesco Montenegro - Arcivescovo emerito   |                          | D'azzurro alla montagna di nero di 2 cime, disposte in altezza decrescente; nel cantone sinistro del capo alla stella a otto raggi d'oro. | Caritas sine modo            |
| Carmelo Ferraro - Arcivescovo emerito        |                          | D'azzurro alla colomba radiante d'argento nimbata d'oro; il tutto dentro un cerchio di dodici fiamme e di una "M" dello stesso. | Ignem veni mittere in terram |
| Diocesi di Caltanissetta                     |                          | |                              |
| Mario Russotto - Vescovo                     |                          | Partito - semitroncato a sinistra; nel 1º di rosso al leone rampante d'oro tenente una lancia dello stesso con la punta d'argento; nel 2º d'azzurro alla stella a 5 raggi d'oro; nel 3º d'argento alla rotolo di pergamena aperto al naturale. | In verbis tuis meditabor     |
| Diocesi di Piazza Armerina                   |                          | |                              |
| Rosario Gisana - Vescovo                     |                          | | Mitis humilis corde          |

### Provincia ecclesiastica di Catania
| Nome - Titolo                            | Stemma                 | Blasonatura | Motto                  |
| Arcidiocesi di Catania                   | Arcidiocesi di Catania | Arcidiocesi di Catania | Arcidiocesi di Catania |
| ---------------------------------------- | ---------------------- | --- | ---------------------- |
| Luigi Renna - Arcivescovo metropolita    |                        | D'argento, alla corona di spine al naturale sormontata da una mela granata, aperta di rosso, gambuta e fogliata di verde di quattro pezzi, il tutto attraversato da una fascia d'azzurro, caricata di 3 stelle a sette raggi d'argento. | Ædificare in charitate |
| Salvatore Gristina - Arcivescovo emerito |                        | D'oro, cappato di rosso, al libro aperto dello stesso, caricato delle lettere Α e Ω del primo; la cappa destra, alla stella (8) d'oro; la cappa sinistra, al calice dello stesso. | In spe resurrectionis  |
| Diocesi di Acireale                      |                        | |                        |
| Antonino Raspanti - Vescovo              |                        | Troncato –semipartito: nel primo: d'azzurro, ai tre anelli male ordinati e intrecciati, accompagnati nel cantone destro da una stella (8): il tutto d'oro; nel secondo: di rosso all'aquila dal volo abbassato, posata su di un libro chiuso posto in fascia: il tutto d'oro; nel terzo: di cielo, ai tre scogli emergenti in sbarra dal mare calmo e di altezza digradante da destra: il tutto al naturale, accompagnati in capo da tre api d'oro ordinate in fascia. | Humilitas ac dulcedo   |
| Diocesi di Caltagirone                   |                        | |                        |
| Calogero Peri - Vescovo                  |                        | | Pro vobis datur        |

### Provincia ecclesiastica di Messina-Lipari-Santa Lucia del Mela
| Nome - Titolo                                      | Stemma                                             | Blasonatura | Motto                                              |
| Arcidiocesi di Messina-Lipari-Santa Lucia del Mela | Arcidiocesi di Messina-Lipari-Santa Lucia del Mela | Arcidiocesi di Messina-Lipari-Santa Lucia del Mela | Arcidiocesi di Messina-Lipari-Santa Lucia del Mela |
| -------------------------------------------------- | -------------------------------------------------- | --- | -------------------------------------------------- |
| Giovanni Accolla - Arcivescovo metropolita         |                                                    | | In caritate et veritate servire                    |
| Cesare Di Pietro - Vescovo ausiliare               |                                                    | Partito: nel 1º di rosso, alla croce latina radiosa d'oro, sormontate due branche d'ulivo decussate in punta e inframmezzanti un rametto di nocciolo fogliato di 2 pezzi e fruttifero di 3, il tutto al naturale; nel 2º d'azzurro, al mare fasciato ondato di 4 pezzi d'argento e del campo, sormontato da un monogramma mariano del metallo, sormontate una lettera di pergamena srotolata al naturale. | Vigilate mecum                                     |
| Calogero La Piana - Arcivescovo emerito            |                                                    | | Vias tuas Domine                                   |
| Diocesi di Nicosia                                 |                                                    | |                                                    |
| Giuseppe Schillaci - Vescovo                       |                                                    | D'oro, torre al naturale, merlata di tre pezzi alla guelfa, aperta e finestrata di nero (3 in palo); il capo di rosso, al libro aperto d'oro caricato delle lettere Α e Ω di rosso. | Ministrare non ministrari                          |
| Salvatore Muratore - Vescovo emerito               |                                                    | | Hilarem datorem diligit Deus                       |
| Diocesi di Patti                                   |                                                    | |                                                    |
| Guglielmo Giombanco - Vescovo                      |                                                    | D'azzurro, al vangelo aperto d'oro caricato delle lettere Α e Ω di rosso accompagnato sul cantone destro da una colomba radiante d'argento e sul cantone sinistro da una stella (8) d'oro. | Virtute Evangelii iuvenescere                      |
| Ignazio Zambito - Vescovo emerito                  |                                                    | | Quodcumque dixerit vobis facite                    |

### Provincia ecclesiastica di Palermo
| Nome - Titolo                               | Stemma                 | Blasonatura | Motto                               |
| Arcidiocesi di Palermo                      | Arcidiocesi di Palermo | Arcidiocesi di Palermo | Arcidiocesi di Palermo              |
| ------------------------------------------- | ---------------------- | --- | ----------------------------------- |
| Corrado Lorefice - Arcivescovo metropolita  |                        | Partito: nel 1º di rosso caricato nel capo da tre stelle di sei raggi, attraversato da un tempio con colonne dalle foglie verdi, sottoposto un catino con asciugatoio. Nel 2º d'azzurro alla croce d'argento su globo terrestre fasciato con sottoposta lista svolazzante con scritta: "Stat Crux dum volvitur orbis".                            | Exemplum dedi vobis                 |
| Paolo Romeo - Arcivescovo emerito           |                        | D'azzurro, alla stella a sei raggi d'argento nel posto d'onore accompagnata nei fianchi da due gigli di Francia dello stesso e da un'ombra di sole con sette raggi d'oro nascente dalla punta. Al capo di Palermo: di rosso all'aquila coronata d'oro, col volo abbassato.                                                                        | Caritas omnia sustinet              |
| Salvatore De Giorgi - Arcivescovo emerito   |                        | | In charitate pax                    |
| Diocesi di Cefalù                           |                        | |                                     |
| Giuseppe Marciante - Vescovo                |                        | D'azzurro, cappato d'oro, all'aratro sormontato da una stella di 8 punte, il tutto dello stesso; a destra un ramo fiorito di mandorlo posto in sbarra, a sinistra un fascio di 6 ceri accesi legati da cordicelle, il tutto al naturale; col capo passante di rosso, al libro aperto d'argento, caricato delle lettere maiuscole Α e Ω del campo. | Amore amoris tui                    |
| Vincenzo Manzella - Vescovo emerito         |                        | | Visitare oves meas et pascere       |
| Diocesi di Mazara del Vallo                 |                        | |                                     |
| Angelo Giurdanella - Vescovo                |                        | | Spiritu ferventes Domino servientes |
| Domenico Mogavero - Vescovo emerito         |                        | D'oro cappato di rosso; al calvario del secondo su tre monti all'italiana dello stesso, accompagnato sulla cappa da una cetra e da una tri cetra del primo. | Tu solus Dominus                    |
| Arcidiocesi di Monreale                     |                        | |                                     |
| Gualtiero Isacchi - Arcivescovo             |                        | D'oro cappato di rosso, alla cornucopia posta in fascia, ricolma di spighe e grappoli d'uva il tutto al naturale: la cappa destra alla stella (8) del primo, la cappa sinistra alla fiamma dello stesso. | Gaudium Christus est                |
| Michele Pennisi - Arcivescovo emerito       |                        | Di argento, cappato di azzurro; caricato da un'ancora in cuore e due burelle (piccole fasce) ondate in punta, il tutto di azzurro. Sulla cappa: a destra una stella a otto punte, sulla sinistra una colomba di profilo con un ramoscello di olivo nel becco, il tutto di argento.                                                                | Caritas Christi urget               |
| Salvatore Di Cristina - Arcivescovo emerito |                        | Troncato: nel 1º di azzurro, a tre filetti ondati di argento posti in sbarra, accompagnati da una stella a sette punte di oro, a destra e da un monte di tre cime all'italiana del secondo, sormontato da una corona del terzo, a sinistra; nel 2º di oro, a quattro fasce ridotte di verde.                                                      | Christi gregi deserviens            |
| Diocesi di Trapani                          |                        | |                                     |
| Pietro Maria Fragnelli - Vescovo            |                        | Spaccato: nel 1º di rosso, alle sette sfere d'argento, che circondano un agnello pasquale; nel 2º d'azzurro, alla montagna d'argento, movente dalla punta caricata da una divisa di verde e due onde d'azzurro in punta; nel cantone sinistro una stella a cinque punte d'oro.                                                                    | Cum omni fiducia                    |
| Francesco Miccichè - Vescovo emerito        |                        | | Impendam et superinpendar           |

### Provincia ecclesiastica di Siracusa
| Nome - Titolo                               | Stemma                  | Blasonatura | Motto                               |
| Arcidiocesi di Siracusa                     | Arcidiocesi di Siracusa | Arcidiocesi di Siracusa | Arcidiocesi di Siracusa             |
| ------------------------------------------- | ----------------------- | --- | ----------------------------------- |
| Francesco Lomanto - Arcivescovo metropolita |                         | | Sanctificati in veritate            |
| Salvatore Pappalardo - Arcivescovo emerito  |                         | | Servus per Iesum                    |
| Giuseppe Costanzo - Arcivescovo emerito     |                         | | Enarrare mirabilia Dei              |
| Diocesi di Noto                             |                         | |                                     |
| Salvatore Rumeo - Vescovo                   |                         | Inquartato di rosso e oro. Nel 1º alla stella (7) del secondo; nel 2º all'aquila al volo spiegato di nero, imbeccata, lampassata, membrata e armata del primo; nel 3º alla torre al naturale, aperta e finestrata di tre pezzi di nero; nel 4º all'àncora del secondo. | Misericordia Eius in aeternum       |
| Antonio Staglianò - Vescovo emerito         |                         | Di cielo, alla marina d'azzurro, sormontata a destra da un pellicano con la sua pietà, in maestà, d'oro e stillante tre gocce di sangue; e sostenente a sinistra una scala di tre pioli su di un ramoscello d'ulivo ricurvo, sormontata da una stella di sei punte, il tutto d'oro, la stella caricata di una H minuscola d'azzurro; al capo d'argento, caricato dei Cerchi Trinitari di Gioacchino da Fiore inframmezzanti le loro lettere, dei rispettivi colori, e con un rivolo di sangue movente dal cerchio mediano, attraversante sulla partizione, ondeggiante in palo e riversato nel mare. | Misericordia et veritas in caritate |
| Diocesi di Ragusa                           |                         | |                                     |
| Giuseppe La Placa - Vescovo                 |                         | Partito d'azzurro e d'oro: nel primo alla stella d'argento, nel secondo alla torre al naturale, aperta e finestrata di tre del campo, sormontata da una colomba al naturale, posta di fronte, al volo spiegato e nimbata d'oro; al capo di rosso, caricato di un agnello d'argento, rivoltato, tenente una banderuola dello stesso, crociata di rosso, nimbato e accovacciato su di un libro chiuso d'oro da cui pendono sette sigilli dello stesso. | In simplicitate cordis              |
| Carmelo Cuttitta - Vescovo emerito          |                         | Tagliato d'azzurro e d'oro, ai tre gigli attraversanti sul taglio dell'uno all'altro, posti in palo, accompagnati in capo dall'ombra di sole d'oro, caricata del trigramma "IHS" di nero, e in punta dalla torre d'argento, merlata alla guelfa di cinque pezzi, aperta e finestrata di nero. | In omnibus Christus                 |
| Paolo Urso - Vescovo emerito                |                         | Inquartato di oro e di rosso. Nel primo tre anelli di rosso intersecati fra di loro, nel secondo una stella di oro ad otto punte, nel terzo una conchiglia di oro, nel quarto un fuoco di rosso. | Il suo amore è per sempre           |

### Immediatamente soggetta alla Santa Sede
| Nome - Titolo                                    | Stemma                           | Blasonatura | Motto                            |
| Eparchia di Piana degli Albanesi                 | Eparchia di Piana degli Albanesi | Eparchia di Piana degli Albanesi | Eparchia di Piana degli Albanesi |
| ------------------------------------------------ | -------------------------------- | --- | -------------------------------- |
| Sede vacante - Eparca                            |                                  | |                                  |
| Francesco Montenegro - Amministratore apostolico |                                  | D'azzurro alla montagna di nero di 2 cime, disposte in altezza decrescente; nel cantone sinistro del capo alla stella a otto raggi d'oro. | Caritas sine modo                |

## Regione ecclesiastica Toscana

### Provincia ecclesiastica di Firenze
| Nome - Titolo                                                                    | Stemma                 | Blasonatura | Motto                      |
| Arcidiocesi di Firenze                                                           | Arcidiocesi di Firenze | Arcidiocesi di Firenze | Arcidiocesi di Firenze     |
| -------------------------------------------------------------------------------- | ---------------------- | --- | -------------------------- |
| Gherardo Gambelli - Arcivescovo metropolita                                      |                        | Interzato in pergola rovesciata: nel 1º d'azzurro, al monte di tre cime all'italiana d'argento, movente dalla partizione e sormontato da una stella (8) dello stesso; nel 2º di rosso, al pane spezzato al naturale posto in banda; nel 3º d'oro cancellato d'azzurro, al capo di Firenze che è d'argento al giglio aperto e bottonato di rosso. | Omnia cooperantur in bonum |
| Giuseppe Betori - Arcivescovo emerito                                            |                        | D'azzurro, alla sbarra d'argento, caricata di tre gigli di Firenze di rosso, accompagnata da una stella (6) d'oro, in capo e da un libro aperto dello stesso, caricato delle lettere Α e Ω del terzo, in punta. | Deo et Verbo Gratiæ        |
| Ennio Antonelli - Arcivescovo emerito                                            |                        | | Voluntas Dei pax nostra    |
| Diocesi di Arezzo-Cortona-Sansepolcro                                            |                        | |                            |
| Andrea Migliavacca - Vescovo                                                     |                        | Mantellato rialzato: nel primo, d'oro alla croce di Sant'Andrea di legno al naturale; nel secondo, d'azzurro alla cometa d'oro di sei raggi ondeggiante in sbarra; nel terzo, di rosso al cesto d'oro contenente cinque pani dello stesso crocettati di nero, sostenuto da un pesce curvo rivoltato d'argento posto in fascia e sinistrato da altro pesce d'argento uscente in banda. | Maestro dove abiti?        |
| Riccardo Fontana - Arcivescovo-vescovo emerito (titolo personale di arcivescovo) |                        | | Non recuso laborem         |
| Diocesi di Fiesole                                                               |                        | |                            |
| Stefano Manetti - Vescovo                                                        |                        | D'argento, alla sbarra ondata diminuita d'azzurro, accompagnata nel cantone destro del capo da una stella dello stesso e nel cantone sinistro della punta da una conchiglia di rosso. | Sequere me                 |
| Mario Meini - Vescovo emerito                                                    |                        | | Pax et lux                 |
| Diocesi di Pistoia                                                               |                        | |                            |
| Fausto Tardelli - Vescovo                                                        |                        | | In spe fortitudo           |
| Diocesi di Prato                                                                 |                        | |                            |
| Giovanni Nerbini - Vescovo                                                       |                        | Di rosso, cappato d'argento all'Agnello Pasquale nimbato d'oro, portante una bandiera bicaudata del secondo, caricata da una croce del primo; la cappa destra al giglio d'azzurro; la cappa sinistra caricata da un ramo di palma al naturale posto in banda. | In te Domine speravi       |
| Franco Agostinelli - Vescovo emerito                                             |                        | | In verbo tuo               |
| Diocesi di San Miniato                                                           |                        | |                            |
| Giovanni Paccosi - Vescovo                                                       |                        | D'oro, al Chrismon, di rosso, accompagnato nel canton destro del capo da una rondine, in volo, al naturale, nel canton sinistro del capo, da un giglio fiorito, del secondo, in punta da un crocetta di S.Andrea, del medesimo, sormontante sei frecce: la prima orizzontale e rivoltata, la seconda cadente dalla crocetta verso la prima, addestrata da 2, in sbarra puntati verso la crocetta, e sinistrata da 2, in banda puntanti verso la crocetta, il tutto di nero; il tutto al capo partito: nel 1° di rosso alla croce, d'argento; il secondo d'azzurro, alla stella (8) d'oro. | Venite et videte           |

### Provincia ecclesiastica di Pisa
| Nome - Titolo                                | Stemma              | Blasonatura | Motto                            |
| Arcidiocesi di Pisa                          | Arcidiocesi di Pisa | Arcidiocesi di Pisa | Arcidiocesi di Pisa              |
| -------------------------------------------- | ------------------- | --- | -------------------------------- |
| Saverio Cannistrà - Arcivescovo metropolita  |                     | Partito: Nel 1° d’azzurro, al tratto di mura della Città di Avila, confinanti e fondate sulla campagna erbosa, il tutto al naturale; nel 2° d’oro, alla banda ondata d’azzurro; col capo attraversante, di tanè, cappato di bianco e crociato alla sommità, a tre stelle di 6 raggi dell’uno nell’altro.                                 | Serva cor tuum                   |
| Giovanni Paolo Benotto - Arcivescovo emerito |                     | D'azzurro, la gemella ondata d'argento posta in banda. Al capo di Pisa: di rosso, alla croce d'argento. | Omnes in Christo unum            |
| Diocesi di Livorno                           |                     | |                                  |
| Simone Giusti - Vescovo                      |                     | | Virtus non timet                 |
| Diocesi di Massa Carrara-Pontremoli          |                     | |                                  |
| Mario Vaccari - Vescovo                      |                     | Di rosso, all'anfora monoansata d'oro, posta in banda, versante nel catino dello stesso l'acqua d'argento e addestrata dall'asciugatoio dello stesso; al capo d'azzurro, al destrocherio di carnagione e al sinistrocherio vestito, al naturale, posti in decusse, con le mani appalmate, stimmate di rosso, attraversanti il tau d'oro. | Coepit lavare pedes discipulorum |
| Giovanni Santucci - Vescovo emerito          |                     | | A minimis incipe                 |
| Eugenio Binini - Vescovo emerito             |                     | Partito; nel 1º d'oro al ramoscello d'ulivo al naturale posto in banda; nel 2º d'azzurro alla stella a 5 punte d'oro. | In omnibus pax                   |
| Diocesi di Pescia                            |                     | |                                  |
| Fausto Tardelli - Vescovo                    |                     | | In spe fortitudo                 |
| Roberto Filippini - Vescovo emerito          |                     | | Ex toto corde                    |
| Diocesi di Volterra                          |                     | |                                  |
| Roberto Campiotti - Vescovo                  |                     | Di rosso, alla Croce di San Benedetto d'argento nascente dai monti all'italiana di 6 cime dello stesso, il tutto addestrato da un giglio d'oro. | Christo nihil praeponere         |
| Alberto Silvani - Vescovo emerito            |                     | | Gaudium Domini fortitudo nostra  |

### Provincia ecclesiastica di Siena-Colle di Val d'Elsa-Montalcino
| Nome - Titolo                                       | Stemma                                              | Blasonatura | Motto                                               |
| Arcidiocesi di Siena-Colle di Val d'Elsa-Montalcino | Arcidiocesi di Siena-Colle di Val d'Elsa-Montalcino | Arcidiocesi di Siena-Colle di Val d'Elsa-Montalcino | Arcidiocesi di Siena-Colle di Val d'Elsa-Montalcino |
| --------------------------------------------------- | --------------------------------------------------- | --- | --------------------------------------------------- |
| Augusto Paolo Lojudice - Arcivescovo metropolita    |                                                     | Inquartato d'oro e d'azzurro. Nel 1º alla spada d'argento, posta in palo; nel 2º al giglio e alla stella (8) d'oro, posti in sbarra; nel 3º a due onde d'argento poste in campagna, sormontate da un'ancora di nero; nel 4º alla ruota (16) di rosso. | Mihi fecistis                                       |
| Antonio Buoncristiani - Arcivescovo emerito         |                                                     | | Fides per caritatem                                 |
| Gaetano Bonicelli - Arcivescovo emerito             |                                                     | | Omnibus omnia factus                                |
| Alessandro Staccioli - Già vescovo ausiliare        |                                                     | |                                                     |
| Diocesi di Grosseto                                 |                                                     | |                                                     |
| Bernardino Giordano - Vescovo                       |                                                     | D’azzurro, alla banda d’oro, caricata di tre fiamme di rosso, accompagnata da un sole radiante del secondo, caricato del trigramma IHS del terzo in alto e da due fedi nuziali intrecciate del secondo in basso.                                      | Christus vivit                                      |
| Giovanni Roncari - Vescovo emerito                  |                                                     | | In caritate et lætitia                              |
| Rodolfo Cetoloni - Vescovo emerito                  |                                                     | | Verbum caro                                         |
| Diocesi di Massa Marittima-Piombino                 |                                                     | |                                                     |
| Carlo Ciattini - Vescovo                            |                                                     | Partito: nel 1º di rosso al monogramma bernardiniano dorato; nel 2º d'azzurro a una corona d'argento in maestà sormontante dodici croci nere inscritte in dodici sfere anch'esse d'argento.                                                           | Omnia Christus nobis                                |
| Diocesi di Montepulciano-Chiusi-Pienza              |                                                     | |                                                     |
| Augusto Paolo Lojudice - Arcivescovo-vescovo        |                                                     | Inquartato d'oro e d'azzurro. Nel 1º alla spada d'argento, posta in palo; nel 2º al giglio e alla stella (8) d'oro, posti in sbarra; nel 3º a due onde d'argento poste in campagna, sormontate da un'ancora di nero; nel 4º alla ruota (16) di rosso. | Mihi fecistis                                       |
| Diocesi di Pitigliano-Sovana-Orbetello              |                                                     | |                                                     |
| Bernardino Giordano - Vescovo                       |                                                     | D’azzurro, alla banda d’oro, caricata di tre fiamme di rosso, accompagnata da un sole radiante del secondo, caricato del trigramma IHS del terzo in alto e da due fedi nuziali intrecciate del secondo in basso.                                      | Christus vivit                                      |
| Giovanni Roncari - Vescovo emerito                  |                                                     | | In caritate et lætitia                              |

### Diocesi immediatamente soggette alla Santa Sede
| Nome - Titolo                                    | Stemma               | Blasonatura | Motto                               |
| Arcidiocesi di Lucca                             | Arcidiocesi di Lucca | Arcidiocesi di Lucca | Arcidiocesi di Lucca                |
| ------------------------------------------------ | -------------------- | --- | ----------------------------------- |
| Paolo Giulietti - Arcivescovo                    |                      | D'azzurro, all'ombra di sole d'oro, caricata da una croce greca potenziata di rosso; al capo dello stesso, a tre conchiglie d'argento. Lo scudo, timbrato da un cappello prelatizio a dieci nappe per lato, e accollato a una croce astile trifogliata d'oro. Sotto lo scudo, nella lista svolazzante, il motto in lettere maiuscole: OPERE ET VERITATE. | Opere et veritate                   |
| Benvenuto Italo Castellani - Arcivescovo emerito |                      | | Christus heri et hodie et in sæcula |
| Abbazia territoriale di Monte Oliveto Maggiore   |                      | |                                     |
| Diego Maria Rosa - Abate ordinario               |                      | | Noli timere                         |

## Regione ecclesiastica Triveneto

### Provincia ecclesiastica di Venezia
| Nome - Titolo                                                                     | Stemma                 | Blasonatura | Motto                               |
| Patriarcato di Venezia                                                            | Patriarcato di Venezia | Patriarcato di Venezia | Patriarcato di Venezia              |
| --------------------------------------------------------------------------------- | ---------------------- | --- | ----------------------------------- |
| Francesco Moraglia - Patriarca                                                    |                        | D'azzurro, al muro d'argento, merlato di 5 pezzi alla guelfa, aperto d'oro, sormontato da una stella a otto punte d'oro; in punta un mare ondato d'azzurro e d'argento, attraversato da un'ancora a tre bracci di nero, cordonata di rosso, posta in banda ed uscente dalla partizione; al capo patriarcale di Venezia: d'argento, al leone alato passante, guardante e nimbato, tenente con la branca anteriore destra un libro recante la scritta: PAX TIBI MARCE EVANGELISTA MEUS, il tutto d'oro.                               | Cum Maria matre Iesu                |
| Diocesi di Adria-Rovigo                                                           |                        | |                                     |
| Pierantonio Pavanello - Vescovo                                                   |                        | | Come io ho amato voi                |
| Diocesi di Belluno-Feltre                                                         |                        | |                                     |
| Renato Marangoni - Vescovo                                                        |                        | D'oro calzato ritondato di rosso, al libro aperto rilegato dello stesso; nel 1º a un monte all'italiana di sei cime d'argento, movente dalla punta e nel 3º alla brocca dell'ultimo posta in sbarra, versante tre gocce d'azzurro. | Va' dai miei fratelli               |
| Giuseppe Andrich - Vescovo emerito                                                |                        | | Christum oportet crescere           |
| Diocesi di Chioggia                                                               |                        | |                                     |
| Giampaolo Dianin - Vescovo                                                        |                        | | Sicut et Christus dilexit Ecclesiam |
| Adriano Tessarollo - Vescovo emerito                                              |                        | Partito: nel primo di rosso alla spada d'argento, manicata d'oro, posta in palo, con la punta rivolta verso il capo, sormontata da due api d'oro montanti, poste in fascia; nel secondo d'argento a tre fasce ondate diminuite d'azzurro, moventi dalla punta, sormontate da un avambraccio nudo, uscente dal fianco sinistro dello scudo, impugnante una rete da pesca di nero, uscente dalle fasce ondate. | In verbo tuo                        |
| Angelo Daniel - Vescovo emerito                                                   |                        | Campo di cielo alla campagna desinente in colline e montagne, movente da un mare agitato; dal mare muove un arcobaleno posto in sbarra, il tutto al naturale. Nel cantone destro del capo stella d'oro a 8 punte. | Gloria et pax                       |
| Diocesi di Concordia-Pordenone                                                    |                        | |                                     |
| Giuseppe Pellegrini - Vescovo                                                     |                        | | Euntes Evangelium prædicate         |
| Ovidio Poletto - Vescovo emerito                                                  |                        | | In unitate Spiritus                 |
| Diocesi di Padova                                                                 |                        | |                                     |
| Claudio Cipolla - Vescovo                                                         |                        | Partito: nel 1º di rosso alla brocca d'argento posta in banda, versante tre gocce d'azzurro; nel 2º d'argento seminato di gocce di rosso. | Confide surge vocat te              |
| Antonio Mattiazzo - Arcivescovo-vescovo emerito (titolo personale di arcivescovo) |                        | | Recapitulare omnia in Christo       |
| Diocesi di Treviso                                                                |                        | |                                     |
| Michele Tomasi - Vescovo                                                          |                        | | Gratis date                         |
| Diocesi di Verona                                                                 |                        | |                                     |
| Domenico Pompili - Vescovo                                                        |                        | D'argento, albero con radici, fogliato di verde. Al capo d'azzurro, caricato di tre stelle (8) di oro, poste 1, 2. | Ut fructum afferatis                |
| Giuseppe Zenti - Vescovo emerito                                                  |                        | | Mihi vivere Christus                |
| Diocesi di Vicenza                                                                |                        | |                                     |
| Giuliano Brugnotto - Vescovo                                                      |                        | Il vescovo ha rinunciato allo stemma e al motto. |                                     |
| Beniamino Pizziol - Vescovo emerito                                               |                        | D'argento alla stella di otto raggi, di rosso, accompagnata in punta da tre ancore, poste 2, 1, la prima d'azzurro, la seconda di verde, la terza di rosso; al capo di san Marco: di rosso al leone passante, alato e nimbato, movente dalla partizione, tenente con la zampa anteriore destra il libro aperto recante le parole nella prima facciata, in quattro righe, PAX TIBI MARCE, nella seconda facciata, similmente in quattro righe, EVANGELISTA MEUS, il tutto d'oro, con la scritta in lettere maiuscole romane di nero. | Deus Caritas est                    |
| Diocesi di Vittorio Veneto                                                        |                        | |                                     |
| Riccardo Battocchio - Vescovo                                                     |                        | Il vescovo ha scelto solo il motto. | Ipse est pax nostra                 |
| Corrado Pizziolo - Vescovo emerito                                                |                        | Partito: nel primo d'argento, al pastorale d'oro, attraversato da un libro aperto dello stesso, scritto dalle lettere Alfa ed Omega in azzurro, foderato di rosso, ed attraversante su di una montagna di verde; nel secondo inquartato di rosso e d'azzurro, alla croce patente d'argento attraversante, radiosa d'oro. | Omnia propter Evangelium            |

### Provincia ecclesiastica di Gorizia
| Nome - Titolo                                                                      | Stemma                 | Blasonatura | Motto                    |
| Arcidiocesi di Gorizia                                                             | Arcidiocesi di Gorizia | Arcidiocesi di Gorizia | Arcidiocesi di Gorizia   |
| ---------------------------------------------------------------------------------- | ---------------------- | --- | ------------------------ |
| Carlo Roberto Maria Redaelli - Arcivescovo metropolita                             |                        | | Ostendam Sponsam agni    |
| Diocesi di Trieste                                                                 |                        | |                          |
| Enrico Trevisi - Vescovo                                                           |                        | Partito: nel primo d'azzurro la stella (7) accompagnata da cinque burelle ondate d'argento in punta; nel secondo due spade spezzate poste in decusse, sormontate da tre spighe di grano, il tutto al naturale. | Admirantes Iesum         |
| Giampaolo Crepaldi - Arcivescovo-vescovo emerito (titolo personale di arcivescovo) |                        | Trinciato: nel 1º di rosso alla stella (8) d'oro; nel 2º dello stesso, alla rosa del primo; all'alabarda di San Sergio d'argento sulla partizione.                                                             | Fructus iustitiæ in pace |

### Provincia ecclesiastica di Trento
| Nome - Titolo                        | Stemma                | Blasonatura | Motto                  |
| Arcidiocesi di Trento                | Arcidiocesi di Trento | Arcidiocesi di Trento | Arcidiocesi di Trento  |
| ------------------------------------ | --------------------- | --- | ---------------------- |
| Lauro Tisi - Arcivescovo metropolita |                       | Scudo inquartato da croce d'oro: nel 1º d'azzurro colomba radiante d'argento; nel 2º d'azzurro stella d'oro con otto punte; nel 3º d'azzurro rocce d'argento; nel 4º d'azzurro aquila di nero. | Il verbo si fece carne |
| Luigi Bressan - Arcivescovo emerito  |                       | Troncato semipartito: nel 1º d'azzurro alla montagna d'argento di 3 cime, disposte in altezza decrescente, posta nel cantone destro della punta; nel cantone sinistro del capo una stella (6) d'oro; nel 2º d'argento, all'aquila tridentina di nero; nel 3º di verde alla banda ondata d'argento, accompagnata da due bisanti dello stesso. | Servire                |
| Diocesi di Bolzano-Bressanone        |                       | |                        |
| Ivo Muser - Vescovo                  |                       | | Tu es Christus         |

### Provincia ecclesiastica di Udine
| Nome - Titolo                                | Stemma               | Blasonatura          | Motto                                 |
| Arcidiocesi di Udine                         | Arcidiocesi di Udine | Arcidiocesi di Udine | Arcidiocesi di Udine                  |
| -------------------------------------------- | -------------------- | -------------------- | ------------------------------------- |
| Riccardo Lamba - Arcivescovo metropolita     |                      |                      | Illum oportet crescere me autem minui |
| Andrea Bruno Mazzocato - Arcivescovo emerito |                      |                      | Pro vobis in Christo ministri         |

## Regione ecclesiastica Umbria

### Provincia ecclesiastica di Perugia-Città della Pieve
| Nome - Titolo                                                               | Stemma                                   | Blasonatura | Motto                                           |
| Arcidiocesi di Perugia-Città della Pieve                                    | Arcidiocesi di Perugia-Città della Pieve | Arcidiocesi di Perugia-Città della Pieve | Arcidiocesi di Perugia-Città della Pieve        |
| --------------------------------------------------------------------------- | ---------------------------------------- | --- | ----------------------------------------------- |
| Ivan Maffeis - Arcivescovo metropolita                                      |                                          | | Cristo in voi                                   |
| Gualtiero Bassetti - Arcivescovo emerito                                    |                                          | Partito, nel primo d'azzurro, alla torre d'argento merlata alla ghibellina, chiusa e finestrata del campo, movente da una cotissa di rosso e sormontata da un putto nascente di carnagione, biondi i riccioli, alato d'argento, avvolto in un nastro di rosso, avente nella destra un ramo d'ulivo fogliato e fruttato al naturale; nel secondo d'azzurro all'avambraccio destro di carnagione, vestito di una manica di rosso, uscente dal bordo dello scudo, tenente un alberello di ulivo sradicato, fogliato e fruttato al naturale sormontato dalla cometa (6) posta in fascia d'oro; al cantone sinistro del capo d'argento caricato del giglio di Firenze di rosso. | In charitate fundati                            |
| Diocesi di Assisi-Nocera Umbra-Gualdo Tadino                                |                                          | |                                                 |
| Domenico Sorrentino - Arcivescovo-vescovo (titolo personale di arcivescovo) |                                          | | Abba Pater                                      |
| Diocesi di Città di Castello                                                |                                          | |                                                 |
| Luciano Paolucci Bedini - Vescovo                                           |                                          | | Gratuitamente avete ricevuto gratuitamente date |
| Domenico Cancian - Vescovo emerito                                          |                                          | Inquartato di oro e di rosso, la linea in fascia merlata; nel 1º alla fiamma di rosso; nel 2º al libro aperto d'oro, caricato delle lettere Alfa e Omega di rosso; nel 3º alla goccia d'oro; nel 4º all'ostia caricata del monogramma IHS di nero, sostenuta da un fiore di giglio, il tutto al naturale. | Sicut dilexi vos                                |
| Diocesi di Foligno                                                          |                                          | |                                                 |
| Domenico Sorrentino - Arcivescovo-vescovo (titolo personale di arcivescovo) |                                          | | Abba Pater                                      |
| Diocesi di Gubbio                                                           |                                          | |                                                 |
| Luciano Paolucci Bedini - Vescovo                                           |                                          | | Gratuitamente avete ricevuto gratuitamente date |
| Mario Ceccobelli - Vescovo emerito                                          |                                          | | Venga il tuo regno                              |

### Diocesi immediatamente soggette alla Santa Sede
| Nome - Titolo                                                                   | Stemma                  | Blasonatura | Motto                        |
| Diocesi di Orvieto-Todi                                                         | Diocesi di Orvieto-Todi | Diocesi di Orvieto-Todi | Diocesi di Orvieto-Todi      |
| ------------------------------------------------------------------------------- | ----------------------- | --- | ---------------------------- |
| Gualtiero Sigismondi - Vescovo                                                  |                         | Di rosso alla colonna d'argento sormontata dal libro della Sacra Scrittura, attraversati da una banda d'azzurro caricata di tre stelle auree a otto punte.                                                                                        | Ecclesiam suam diligere      |
| Benedetto Tuzia - Vescovo emerito                                               |                         | Tagliato: nel primo di argento alla croce di San Benedetto; nel secondo di azzurro al pellicano con la sua pietà di oro. | Dei caritati credidimus      |
| Giovanni Scanavino - Vescovo emerito                                            |                         | | Un pane uno spirito un corpo |
| Diocesi di Terni-Narni-Amelia                                                   |                         | |                              |
| Francesco Antonio Soddu - Vescovo                                               |                         | Di rosso mantellato d'oro: nel primo a tre burelle ondate sormontate da una stella (7) d'argento; nel secondo a una torre al naturale, aperta e finestrata di tre del campo; nel terzo a un lupo rapace di nero, unghiato e lampassato del primo. | In omnibus caritas           |
| Giuseppe Piemontese - Vescovo emerito                                           |                         | | Misericordia et lætitia      |
| Vincenzo Paglia - Arcivescovo-vescovo emerito (titolo personale di arcivescovo) |                         | | Gaudium et spes              |
| Arcidiocesi di Spoleto-Norcia                                                   |                         | |                              |
| Renato Boccardo - Arcivescovo                                                   |                         | Di azzurro troncato da una fascia, accompagnata in alto da un giglio e in punta da una torre merlata alla guelfa, con a destra una stella a otto raggi, il tutto di oro.                                                                          | Non erubesco evangelium      |

## Circoscrizioni immediatamente soggette alla Santa Sede
| Nome - Titolo                                     | Stemma                            | Blasonatura | Motto                                                                        |
| Ordinariato militare per l'Italia                 | Ordinariato militare per l'Italia | Ordinariato militare per l'Italia | Ordinariato militare per l'Italia                                            |
| ------------------------------------------------- | --------------------------------- | --- | ---------------------------------------------------------------------------- |
| Gian Franco Saba - Arcivescovo ordinario militare |                                   | Partito: nel 1º d'oro, alla fede di carnagione e di moro posta in banda; nel 2º d'azzurro al libro aperto d'argento attraversato da un caduceo di rosso posto in palo; al capo di Savoia. | Dilectione amplectere Deum                                                   |
| Esarcato apostolico d'Italia                      |                                   | |                                                                              |
| Sede vacante - Esarca apostolico                  |                                   | |                                                                              |
| Hryhoriy Komar - Amministratore apostolico        |                                   | |                                                                              |
| Dionisij Ljachovič - Esarca apostolico emerito    |                                   | | (UK) Я МІЖ ВАМИ ЯК ТОЙ, ЩО СЛУЖИТЬ (IT) Io sono tra voi come colui che serve |